# Rompimento de barragem em Brumadinho
O rompimento de barragem em Brumadinho em 25 de janeiro de 2019 foi o maior acidente de trabalho no Brasil em perda de vidas humanas e o segundo maior desastre industrial do século. Foi um dos maiores desastres ambientais da mineração do país, depois do rompimento de barragem em Mariana.
Controlada pela Vale S.A., a barragem de rejeitos denominada barragem da Mina Córrego do Feijão, era classificada como de "baixo risco" e "alto potencial de danos" pela empresa. Acumulando os rejeitos de uma mina de ferro, ficava no ribeirão Ferro-Carvão, na região de Córrego do Feijão, no município de Brumadinho, estado de Minas Gerais.
O desastre industrial, humanitário e ambiental causou a morte de 272 pessoas, em números oficiais. Em dados divulgados até 20 de dezembro de 2022, com a identificação da 267.ª vítima, quase quatro anos depois do rompimento da barragem, três pessoas vitimadas ainda seguiam desaparecidas. Em 6 de fevereiro de 2025, o Corpo de Bombeiros de Minas Gerais localizou os segmentos da vítima, incluindo um fêmur com prótese, na área de buscas pelas vítimas do rompimento da barragem da Vale. No mesmo dia, a Polícia Civil de Minas Gerais identificou mais uma vítima da tragédia como Maria de Lurdes da Costa Bueno, de 59 anos. Duas vítimas restantes seguem desaparecidas.
A tragédia fez com que o Brasil se tornasse o país com o maior número de mortes neste tipo de acidente, somando-se a outros dois desastres com perdas humanas ou graves danos ambientais: o rompimento da barragem da Herculano Mineração, em Itabirito (2014, com três mortes) e o rompimento da barragem em Mariana (2015, com dezenove mortes).

## Contexto
O Brasil se recuperava de uma crise econômica e política que atingia o país desde 2014. Muitas instituições, principalmente as governamentais, mergulharam em uma profunda desestabilização. A tensão gerou uma instabilidade financeira e desequilíbrio fiscal, fragilizando órgãos e empresas, sobretudo o setor de meio ambiente, que não vinha recebendo prioridade, sofrendo com cortes de verbas para estudos, investimentos, fiscalização e prevenção de desastres, tanto a nível federal como estadual. De 2013 a 2018, o orçamento do Ministério do Meio Ambiente caiu mais de 1,3 bilhão de reais, uma pasta que, historicamente, já tinha um orçamento bastante inferior se comparado a outros ministérios. Segundo o governo federal, em 2018, era preciso assegurar o cumprimento das metas fiscais diante do momento fiscal, e se viu obrigado a reduzir os gastos em todos os órgãos da União. Diante das crises, especialmente a fiscal, especialistas já alertavam, com uma legítima preocupação, para o risco de aumento de desastres e tragédias, sobretudo relacionados ao meio ambiente. O governo de Minas Gerais também sofria uma consequente crise econômica e política, gerando endividamento, o que o levou a decretar estado de calamidade financeira "para evitar o colapso da prestação de serviços públicos de responsabilidade do estado", situação caótica que também afetou outras unidades federativas.

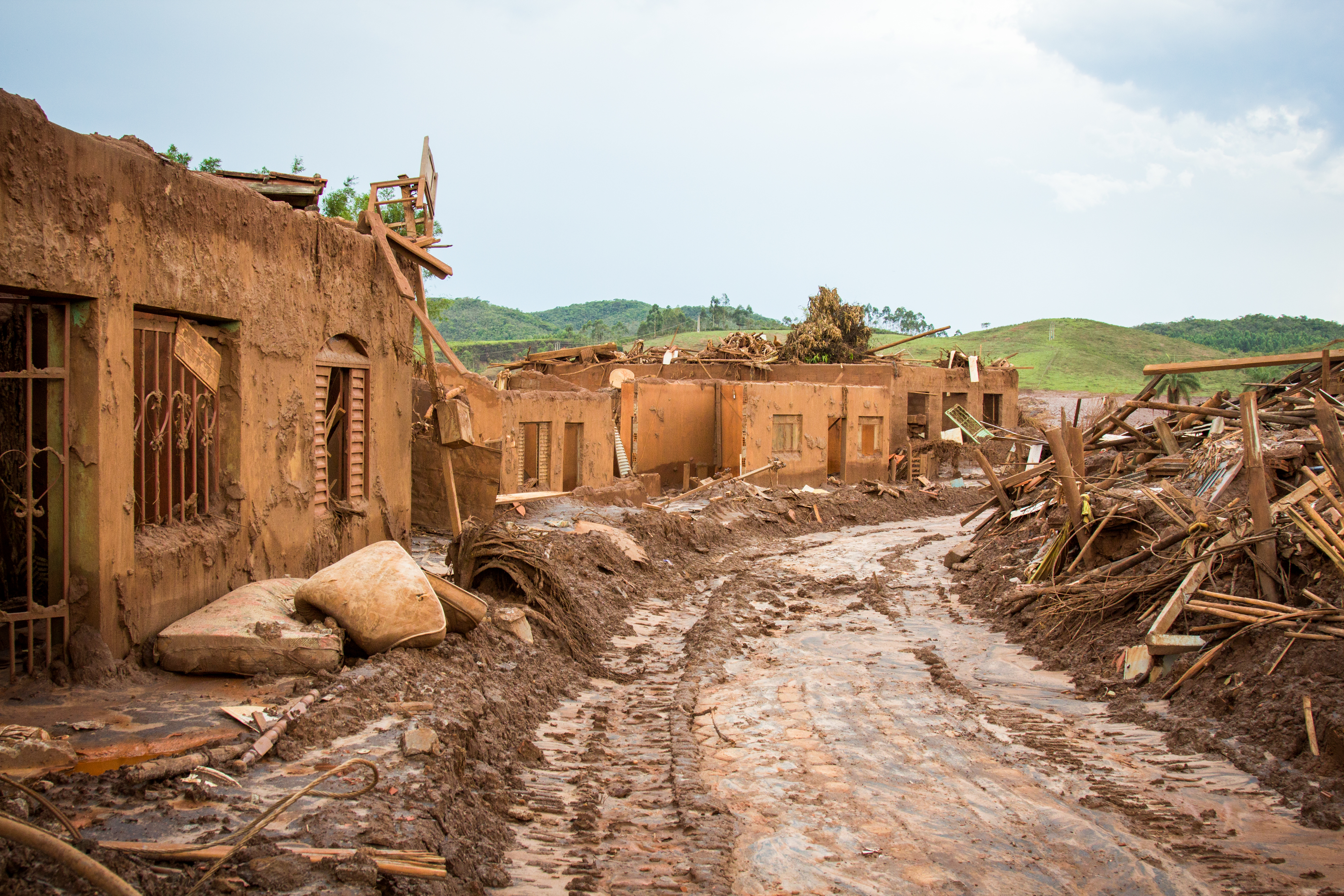
Distrito de Bento Rodrigues após o desastre de Mariana.

A situação do departamento encarregado de vistoriar as mineradoras situadas no estado de Minas Gerais, à época do desastre de Mariana, em novembro de 2015, era de uma perspectiva de perder mais 40% dos servidores nos dois anos seguintes. Especialistas afirmavam que o Brasil sofria com uma estrutura deficiente dos órgãos reguladores e brechas na regulação estimulavam a impunidade. Três anos depois do desastre em Mariana, as empresas envolvidas, como a Samarco, haviam quitado apenas 3,4% de 785 milhões de reais em multas. Um projeto que tornavam mais rígidas as regras para as barragens foi desenvolvido e apresentado na Assembleia Legislativa de Minas Gerais, mas não recebeu apoio, não avançando para aprovação.
Cerca de 126 famílias do povo indígena Krenak viviam espalhadas em sete aldeias às margens do rio Doce. Antes do desastre de Mariana eles pescavam, caçavam e viviam abastecidos pela água do rio mas depois, com a poluição causada pela lama de rejeitos, viram-se dependentes de recursos estatais para a sua subsistência. As terras tornaram-se improdutivas, os animais desapareceram da região e o rio ficou inutilizável, estimando-se que o processo para sua recuperação pudesse levar uma década. O desastre de Mariana foi o mais grave desastre ambiental da história provocado por vazamento de minério, em termos de destruição de ecossistemas de água potável, mata ciliar, afetando drasticamente a pesca, a agricultura e o turismo nas localidades ao longo de quinhentos quilômetros de curso do rio Doce, que foi contaminado pelos rejeitos. De acordo com a ONU, "o aniquilamento dos ecossistemas de água potável, vida marinha e mata ciliar eliminou recursos naturais insubstituíveis para a vida ribeirinha, para pesca, a agricultura e o turismo", em um relatório publicado em 2017 sobre desastres com barragens de minério no mundo, com o título de Mine Tailing Storage: Safety is no Accident. Segundo o relatório, o evento mais trágico envolvendo barragens de minério havia sido até então o rompimento da barragem do vale de Stava em 1985, na Itália, empreendimento administrado pela Prealpi Mineraria. O despejo de 180 mil metros cúbicos de rejeitos causou a morte de 267 pessoas. O relatório utilizou um sistema de classificação de gravidade de desastres que levava em conta o volume de rejeitos espalhados, o tamanho da área afetada e o número de mortos. No inicio de 2019, quando o Brasil era o segundo maior exportador de minério, atrás apenas da Austrália, estatisticamente teria uma grande probabilidade de colapsos em barragens.
O presidente da República Jair Bolsonaro, empossado no cargo três semanas antes do rompimento da barragem, havia proposto durante sua campanha presidencial em 2018, alterações nas leis ambientais e a flexibilização do setor que, segundo ele, criavam um excesso de burocracia nos processos de licenciamentos. Havia proposto também uma reforma ministerial, com uma possível extinção do Ministério do Meio Ambiente.
Três dias antes do rompimento da barragem, em seu primeiro compromisso internacional, Bolsonaro discursou na abertura da seção plenária do Fórum Econômico Mundial, em Davos, na Suíça. Em sua fala, declarou que o Brasil, como país com maior preservação do meio ambiente e a maior biodiversidade do mundo, deveria manter o desenvolvimento econômico, ao mesmo tempo compatibilizado com a preservação do meio ambiente e da biodiversidade. Seu discurso suscitou desconfianças internacionais em relação à sua política de governo com relação à preservação ambiental. Bolsonaro, que havia assumido o governo três semanas antes, foi duramente criticado por ambientalistas, principalmente pelas mudanças que implementou na estrutura de preservação do meio ambiente, alterações que consideraram negativas na política ambiental.

## Mina de Córrego do Feijão
Em 2018, a Mina de Córrego do Feijão, onde estavam localizadas sete barragens, produziu 8,5 milhões de toneladas de minério de ferro em 2018, o equivalente a 2 por cento da produção de minério de ferro da mineradora Vale. A mina faz parte do Complexo de Paraopeba, cuja produção em 2018 foi de 27,3 milhões de toneladas, aproximadamente 7% da produção da Vale. O complexo, constituído de treze estruturas utilizadas para disposição de rejeitos, retenção de sedimentos, regulação de vazão e captação de água, incluindo a Mina de Córrego do Feijão. Esta, além da barragem, tinha várias estruturas administrativas e de apoio, como o centro administrativo, refeitório e oficinas de manutenção, além de terminal de carregamento e uma pequena malha ferroviária para escoamento do minério de ferro.

### Licenciamento
Em novembro de 2018, o conselho gestor do Parque Estadual do Rola-Moça, paritário e de caráter consultivo e não deliberativo, foi consultado sobre a continuidade do processo de licenciamento ambiental que abria a possibilidade de mineração na zona de amortecimento do parque. Dez dos 22 conselheiros votaram pela continuidade das atividades da mina de Córrego do Feijão, que se encontrava desativada, juntamente com a eliminação da barragem de rejeitos. Foram três votos contrários e uma abstenção. Entidades de proteção ambiental e moradores das comunidades protestaram contra a expansão da mineração, que aumentaria em 88% sua capacidade de extração de minério até o ano de 2032.
O Fórum Nacional da Sociedade Civil na Gestão de Bacias Hidrográficas (Fonasc), uma ONG voltada para a preservação ambiental, emitiu um parecer em dezembro de 2018, em que constatou uma série de inconsistências no processo de licenciamento aprovado pelo Conselho de Política Ambiental de Minas Gerais (COPAM), ligado à Secretaria Estadual de Meio Ambiente e Desenvolvimento Sustentável. Segundo apurou, as licenças prévias de instalação e de operação, que deveriam ser no modelo LAT ou trifásico, foram concedidas à Vale conforme o modelo LAC1, procedimento bem mais simples, por uma deliberação do governo mineiro. Além disso, o requerimento da mineradora tinha problemas técnicos, por exemplo, o Estudo de Impacto Ambiental (EIA) não apresentava a delimitação correta da Área de Influência Direta (AID). O empreendimento previa ainda uma expansão física, invadindo a vegetação existente em Área de Preservação Permanente (APP), considerada área importante para conservação da biodiversidade na zona de amortecimento do Parque Estadual do Rola-Moça.
Em 11 de dezembro foi aprovado pelo COPAM, a pedido da Vale, a licença para que a empresa ampliasse a capacidade produtiva da Mina de Jangada e da Mina Córrego do Feijão, das então 10,6 milhões de toneladas por ano para 17 milhões de toneladas por ano. Em 10 de janeiro de 2019 a Associação Comunitária da Jangada apresentou um recurso no governo do estado para anulação da licença.

### Barragem 1

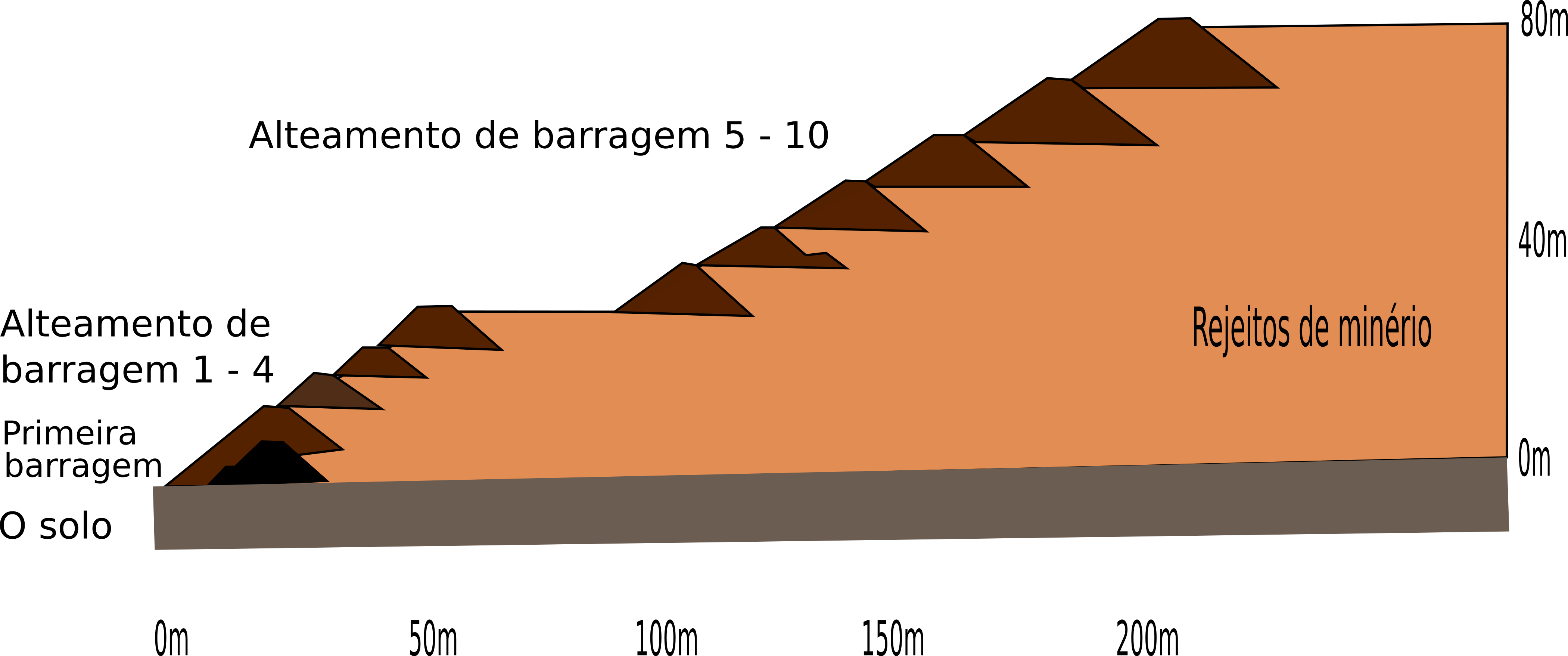
Representação do interior da barragem mostrando as etapas de alteamento.

A barragem 1 do Córrego do Feijão foi construída em 1976 pela Ferteco Mineração, adquirida pela Vale em 2001. Foi ampliada em várias etapas e por diversos projetistas e empreiteiros. Houve, portanto, sucessivos alteamentos para montante, isto é, várias construções de degraus com os próprios rejeitos. No cadastro nacional da Agência Nacional de Mineração (ANM) e de acordo com o Instituto Mineiro de Gestão das Águas (IGAM), a barragem era avaliada como uma estrutura de pequeno porte com baixo risco, e tinha a classificação de alto dano potencial, a maior classe da legislação, ou seja, de grande potencial poluidor, com dano potencial associado alto, que traz perdas de vidas humanas e impactos econômicos, sociais e ambientais. Como agravante, a barragem não possuía contrato de seguro, pois estava inativa.
Por lei, é obrigatória a instalação de sistemas de alerta sonoro em áreas que podem ser atingidas pelo rompimento de barragens e há tecnologia disponível para que sirenes de emergência sejam acionadas em qualquer circunstância. Isso vai de encontro com o Plano de Ação de Emergência de Barragens de Mineração (PAEBM) que a empresa deve possuir e por em prática. Em 2010, a Política Nacional de Segurança de Barragens determinou que as barragens devem ter este plano, que contenha, no mínimo, mecanismos de estratégias e "meio de divulgação e alerta para as comunidades potencialmente afetadas em situação de emergência". Segundo especialistas consultados do curso de Engenharia de Minas da Universidade de São Paulo e do Instituto de Engenharia Mecânica da Universidade Federal de Itajubá, um sistema de sirenes bem projetado não deve ser acionado apenas no momento do rompimento de uma barragem, mas sim detectando e alertando anormalidades precedentes.
Em 2016 foi sancionada uma lei estadual pelo governo de Minas Gerais estabelecendo que, em caso de atividade que pudesse colocar vidas humanas em grave risco, o licenciamento ambiental deveria conter um Plano de Ação de Emergência de Barragens de Mineração (PAEBM) que incluísse um "sistema de alerta sonoro ou outra solução tecnológica de maior eficiência". A única informação fornecida pela Vale, até então, sobre o sistema de alerta sonoro foi que havia oito sirenes instaladas no entorno da unidade operacional local, além de possuir um sistema de videomonitoramento. Pelo menos uma das sirenes estava localizada na região do Parque da Cachoeira, bairro da zona rural de Brumadinho, contudo, o sistema só foi instalado em 2018 e nunca soou, nem para teste ou treinamento. De acordo com a política interna da companhia, as sete barragens possuiriam níveis de alerta em uma escala de 1 a 3. Em outubro de 2018 a rota de fuga prevista no PAEBM teria sido executada e o treinamento interno com funcionários realizado.
Um estudo realizado por um engenheiro geotécnico que trabalhava há mais de vinte anos na Vale apontou a possibilidade de liquefação na barragem 1 da Mina de Brumadinho. A dissertação defendida em 2010 por Washington Pirete da Silva na Universidade Federal de Ouro Preto (UFOP) concluiu que os rejeitos presentes na estrutura seriam de materiais que tenderiam a exibir "susceptibilidade potencial a mecanismos de liquefação". Em nota, a Secretaria de Estado de Meio Ambiente e Desenvolvimento Sustentável informou que o empreendimento em Brumadinho estava devidamente licenciado. A barragem 1 não recebia rejeitos desde 2014 e, segundo a companhia, quinzenalmente passava por inspeções de campo. Em dezembro de 2018, a Vale obteve licença para o reaproveitamento dos rejeitos dispostos nesta barragem (cerca de 11,7 milhões de metros cúbicos) e, posteriormente, encerramento definitivo de atividades. Em 2019, segundo relatório da Agência Nacional de Águas (ANA), 45 barragens apresentavam alto risco recentemente no país.

## Colapso
O incidente acontece mais de três anos após o rompimento da barragem de rejeitos de Fundão na cidade de Mariana, também no estado de Minas Gerais. A barragem 1, ao romper-se, formou ondas gigantes de rejeitos, que avançaram em direção de carros, casas, árvores, animais e pessoas. Imagens captadas por câmeras instaladas no local mostraram o momento do rompimento e calcula-se que a velocidade da lama alcançou cerca de oitenta quilômetros por hora, sendo que à medida que os rejeitos se deslocavam, foram perdendo velocidade.
As sirenes de segurança, que deveriam ter sido acionadas para alertar funcionários e moradores, acabou não tocando. Entretanto, no caso da Mina de Feijão, devido à proximidade entre a barragem 1, o refeitório e a área administrativa, mesmo com sirenes dificilmente os funcionários da Vale iriam conseguir se salvar. A sirene localizada na região do Parque da Cachoeira não foi afetada pela avalanche de lama e permaneceu intacta no local.
No momento do rompimento, trabalhadores estavam na área administrativa da mina, que foi atingida, assim como parte da comunidade da Vila Ferteco, ambas a cerca de um quilômetro a jusante da barragem. Às 15h50min os rejeitos que vazaram da Mina de Feijão atingiram o rio Paraopeba. Até as 16h49min ainda não havia confirmação de mortes segundo o Corpo de Bombeiros de Minas Gerais. Às 17h07min, uma estimativa do corpo de bombeiros apontou quatro vítimas feridas e duzentas pessoas desaparecidas.
Em 27 de janeiro, por volta das 5h30min da manhã, sirenes anunciaram o risco de rompimento da barragem 6, após ter sido detectado um aumento de seu nível. Cerca de 24 mil moradores de Brumadinho foram evacuados, incluindo os bairros Parque da Cachoeira, Pires, Centro e Novo Progresso. Por conta dos riscos, a busca por sobreviventes precisou ser interrompida. Depois do rompimento da barragem, seis prefeituras de municípios da Bacia do Paraopeba emitiram alertas para que a população se mantivesse longe do leito do rio.
Equipes dos estados de São Paulo, Goiás, Espírito Santo e Santa Catarina foram enviadas para auxiliar nas buscas em Brumadinho, com mais oitenta militares e quatro aeronaves, além de cães farejadores. Mais de 150 empresas que desenvolvem produtos e serviços de alta tecnologia se apresentaram no dia 28 para ajudar as vítimas em Brumadinho. A convocação foi feita pela Agência Brasileira de Desenvolvimento Industrial (ABDI), órgão vinculado ao Ministério da Economia. Cerca de 82 médicos cubanos que estavam no Brasil ofereceram ajuda às vítimas e se colocaram à disposição do governo. Embora a maioria dos profissionais fossem clínicos-gerais, havia entre eles também especialistas em cardiologia, oftalmologia e ginecologia. A comunidade médica cubana é conhecida por missões humanitárias, por exemplo, em regiões da África, durante a epidemia do ebola.

## Consequências

### Impacto social
No dia da tragédia, o presidente da Vale, Fabio Schvartsman, afirmou em entrevista coletiva que os funcionários da empresa compunham a maioria dos atingidos pelo rompimento da barragem. Admitiu também que as perdas humanas seriam maiores que no rompimento da barragem de Bento Rodrigues, também controlada pela empresa, ocorrido em 2015, e localizada a menos de duzentos quilômetros de Brumadinho. Em nota divulgada logo após o rompimento, a empresa informou que os rejeitos atingiram a área administrativa da empresa no local, conhecido como Mina Córrego do Feijão. A lama também atingiu parte da comunidade da Vila Ferteco, nas proximidades. Ambos ficavam a dezoito quilômetros do centro de Brumadinho. Além de funcionários da mineração, entre as vítimas fatais estavam pessoas da comunidade, principalmente moradores locais.
Em um ramal de ferrovia, na região do Córrego do Feijão, três locomotivas e 132 vagões foram soterrados. Quatro ferroviários foram dados como desaparecidos. O rejeito também arrastou e jogou abaixo dois pilares de um pontilhão e cerca de cem metros de linha de trem. A lama espessa também fechou estradas e foi parar dentro do rio Paraopeba, que abastece um terço da Região Metropolitana de Belo Horizonte. A bacia hidrográfica do Paraopeba, possui um manancial de águas que complementam o abastecimento de Belo Horizonte, além de cerca de cinquenta cidades da região metropolitana e do entorno.
A aldeia Pataxó Hã-hã-hãe foi uma das localidades que teve que ser evacuada após o rompimento, e 25 famílias da aldeia Naô Xohã foram levadas para a parte mais alta do município de São Joaquim de Bicas, área administrativa onde se localizava a comunidade. Brumadinho, São Joaquim de Bicas e Mário Campos formam o conjunto de cidades cortadas pelo rio Paraopeba. De acordo com o cacique Háyó Pataxó Hã-hã-hãe, a água do rio Paraopeba começou a sofrer alterações por volta das 4h da manhã. "A água ontem estava clara, mas hoje está vermelha escura. Já tem um bocado de peixe morto, boiando, com a boca pra fora pedindo socorro." A comunidade pataxó, composta por 65 índios, depende do rio Paraopeba para seu sustento. A Funai trouxe doações, principalmente água potável.
Uma pousada localizada em Brumadinho, a Pousada Fazenda Nova Estância, foi totalmente destruída ao ser atingida pela lama da barragem. Havia 35 pessoas no local, entre hóspedes e funcionários.
O Instituto Inhotim, o maior museu a céu aberto no mundo, teve que ser evacuado por precaução. Do mesmo modo foi comprometida parte do circuito turístico de Veredas do Paraopeba, com vários conjuntos paisagísticos considerados patrimônios históricos, tombados pelo Instituto Estadual do Patrimônio Histórico e Artístico de Minas Gerais, e que incluem duas edificações construídas na segunda metade do século XVIII: a Fazenda dos Martins, em Brumadinho, e a Fazenda Boa Esperança, em Belo Vale.

### Impacto ambiental
Brumadinho é um dos municípios onde está localizada parte da unidade de conservação do Parque Estadual da Serra do Rola-Moça. A barragem rompida se localiza na zona de amortecimento do Parque criado em 1994 e que tem como objetivo proteger seis mananciais na região.
O rompimento da barragem liberou cerca de doze milhões de metros cúbicos de rejeitos. Segundo Antônio Eduardo Giasante, professor de engenharia hídrica da Universidade Mackenzie, os metais que iriam sedimentar, seriam incorporados ao solo e aos fundos dos rios, impactando todo o ecossistema. Segundo previsões de ambientalistas do Observatório do Clima, a onda de rejeitos poderia chegar ao rio São Francisco, que além de Minas Gerais passa por outros quatro estados brasileiros, mas antes atingiria barragens das usinas hidrelétricas de Retiro Baixo, em Pompéu e de Três Marias em Três Marias. A Agência Nacional de Águas (ANA) informou que a lama poderia poluir pelo menos trezentos quilômetros de rios. O presidente da Vale, Fabio Schvartsman, afirmou que a barragem estava inativa desde 2015 e que os rejeitos não teriam um grande deslocamento. Segundo ele, o risco ambiental seria bem menor que o de Mariana. Esta avaliação de Schvartsman foi refutada pela superintendente executiva da Associação Mineira de Defesa do Ambiente (AMDA), Maria Dalce Ricas, que afirmou que haveria um grande impacto ambiental, pelas características da região. Segundo sua avaliação, a vazão dos rejeitos pelo vale da Serra dos Dois Irmãos, atravessaria a estrada que liga Belo Horizonte a Brumadinho e seguiria em direção ao rio Paraopeba, onde existe muita Mata Atlântica e muita fauna, e certamente iria destruir uma parte da floresta, matando muitos animais silvestres até chegar à água. Afirmou ainda que não se saberia quais as consequências para o rio, já debilitado e em mau estado, mas que ainda fornecia água para parte da população e que, com a lama tóxica, não se poderia mais consumir a água, devendo ser interrompida e sua captação.
Em nota, o Greenpeace Brasil afirmou que o rompimento da barragem de Brumadinho foi uma triste consequência do que não foi feito pelo Estado brasileiro e pelas mineradoras depois da tragédia da barragem de Fundão em Mariana, também controlada pela Vale. Segundo o Greenpeace, os minérios são um recurso finito que deveriam ser explorados de forma estratégica e com regime de licenciamento e fiscalização rígidos, com prioridade na reciclagem e reaproveitamento. Porém, isso não aconteceria por causa do "afrouxamento" das regras do licenciamento ambiental, com a pressão de grupos econômicos com forte lobby entre os parlamentares. Afirmou ainda que esse tipo de evento não pode ser considerado acidente, mas sim crime ambiental, que precisaria ser investigado, punido e reparado. A fundação SOS Mata Atlântica também lamentou o ocorrido, se solidarizando com os atingidos e com a população de Brumadinho. Afirmou que iria acompanhar de perto aquela que chamou de "mais uma tragédia anunciada". Malu Ribeiro, coordenadora da fundação, afirmou que "no Brasil existem cerca de 230 represas como esta que representam risco socioambiental. É uma bomba-relógio".
O impacto sobre os animais foi considerável. Um mês depois da tragédia haviam sido resgatados 348 animais, entre cães, gatos, bovinos, equinos, aves e répteis, que receberam cuidados de veterinários voluntários da ONG "Fraternidade – Federação Humanitária Internacional". No entanto, muitos foram sacrificados no próprio local em que foram encontrados, por decisão da Defesa Civil de Minas Gerais, que afirmou não ter outra opção. A forma como foi feito o abate, com tiros de fuzil disparados por agentes da Polícia Federal, foi criticada por ambientalistas.
A agência de risco ambiental Sustainalytics, uma das mais importantes do gênero no cenário internacional, rebaixou a Vale logo após o desastre, que passou da categoria 4 para a categoria 5, "para refletir a excepcionalidade dos derramamentos de rejeitos de 2015 e 2019 e o impacto severo que esses derramamentos tiveram nas comunidades locais e no meio ambiente". A categoria é a mais baixa e indica risco considerado severo.

#### Rio São Francisco
No relatório "O retrato da qualidade da água nas bacias da Mata Atlântica", publicado em 22 de março de 2019 pela Fundação SOS Mata Atlântica, constatou que os rejeitos da barragem já haviam contaminado o rio São Francisco, do qual o rio Paraopeba é um afluente. As concentrações de ferro, manganês, cromo e cobre estava acima dos limites permitidos por lei.
Entre os dias 8 e 14 de março, a ONG recolheu amostras de água em 12 pontos do rio e constatou que nove deles estavam em condição "ruim" e três em situação "regular". No trecho a partir do Reservatório de Retiro Baixo, entre os municípios de Felixlândia e Pompéu, em Minas Gerais, até o Reservatório de Três Marias, no Alto São Francisco, a turbidez (transparência da água) estava acima dos limites legais definidos pela Resolução 357 do Conselho Nacional do Meio Ambiente (Conama) para a qualidade da água doce superficial. Em alguns locais, esse indicador chegou a ser verificado entre duas e seis vezes mais que o permitido pela resolução.
Os dados da SOS Mata Atlântica mostram que o Reservatório de Retiro Baixo está segurando o maior volume dos rejeitos de minério que vem sendo carreados pelo Paraopeba. Mas, apesar das medidas de contenção que foram tomadas, os contaminantes mais finos estão ultrapassando o reservatório e descendo o rio. A pesquisadora explica que há possibilidade de limpeza do São Francisco, mas que isso vai depender da capacidade dos reservatórios de Três Marias e Retiro Baixo, que devem funcionar como barreira para conter os rejeitos mais pesados, e de um plano das autoridades para recuperar as nascentes da região. Os impactos no rio São Francisco a longo prazo, no entanto, ainda é desconhecido.
Um ano depois, pesquisadores da Fundação SOS Mata Atlântica refizeram, entre os dias 8 e 17 de janeiro de 2020, a mesma expedição que tinha sido feita no rio Paraopeba após o rompimento da barragem. Os pesquisadores percorreram cerca de 2 mil quilômetros por estradas, passando por 21 cidades, para analisar a qualidade em 23 pontos dos 356 quilômetros do rio. Alguns pontos, que logo após a tragédia estavam ruins, em 2020 apareceram como péssimos. E poucos tiveram melhora. Conforme o relatório, em 11 pontos, a presença de rejeitos e contaminantes não permite a presença de vida aquática. Nos 23 analisados, nenhum apresentou qualidade da água "boa" ou "ótima". Novamente, a análise detectou a presença de ferro, manganês e cobre em níveis muito acima dos limites máximos fixados na legislação. Para o cobre, a concentração foi 44 vezes superior; para o manganês, 14 vezes superior. Para o ferro, que não deveria existir num rio de classe 2, como é o Paraopeba, a concentração encontrada chegou a 15 vezes a estabelecida pela legislação.

### Impacto no abastecimento público de água
O reservatório Rio Manso é a principal fonte de abastecimento de água potável na região. Durante o período de seca na Região Sudeste do Brasil em 2014–2017, os volumes dos reservatórios do Sistema Paraopeba diminuíram para níveis preocupantes. Foi necessário expandir o Sistema Rio Manso. Em 2015, a Companhia de Saneamento de Minas Gerais (COPASA) realizou obra de expansão desse sistema e implantou um ponto de captação direta no rio Paraopeba e uma adutora para conduzir a água até a estação de tratamento do Rio Manso, para evitar problemas de falta de água em períodos de estiagem. A obra de expansão foi inaugurada em dezembro de 2015. Desde então, a captação direta do rio Paraopeba passou a operar em conjunto com a captação do reservatório rio Manso para produção de água tratada na mesma estação próxima ao reservatório. Em meses, os volumes dos reservatórios atingiram níveis satisfatórios para reduzir a probabilidade de escassez de água na região. Em épocas de estiagem, a concessionária prioriza a captação direta no rio, enquanto em épocas de chuvas intensas, prioriza a captação dos reservatórios, pois os volumes destes aumentam e, paralelamente, a qualidade da água do rio piora, tornando maior o custo com a energia necessária para o tratamento. Como os rejeitos da barragem não atingiram o reservatório Rio Manso, nem a estação de tratamento de água, o fornecimento de água permaneceu inalterado no município.

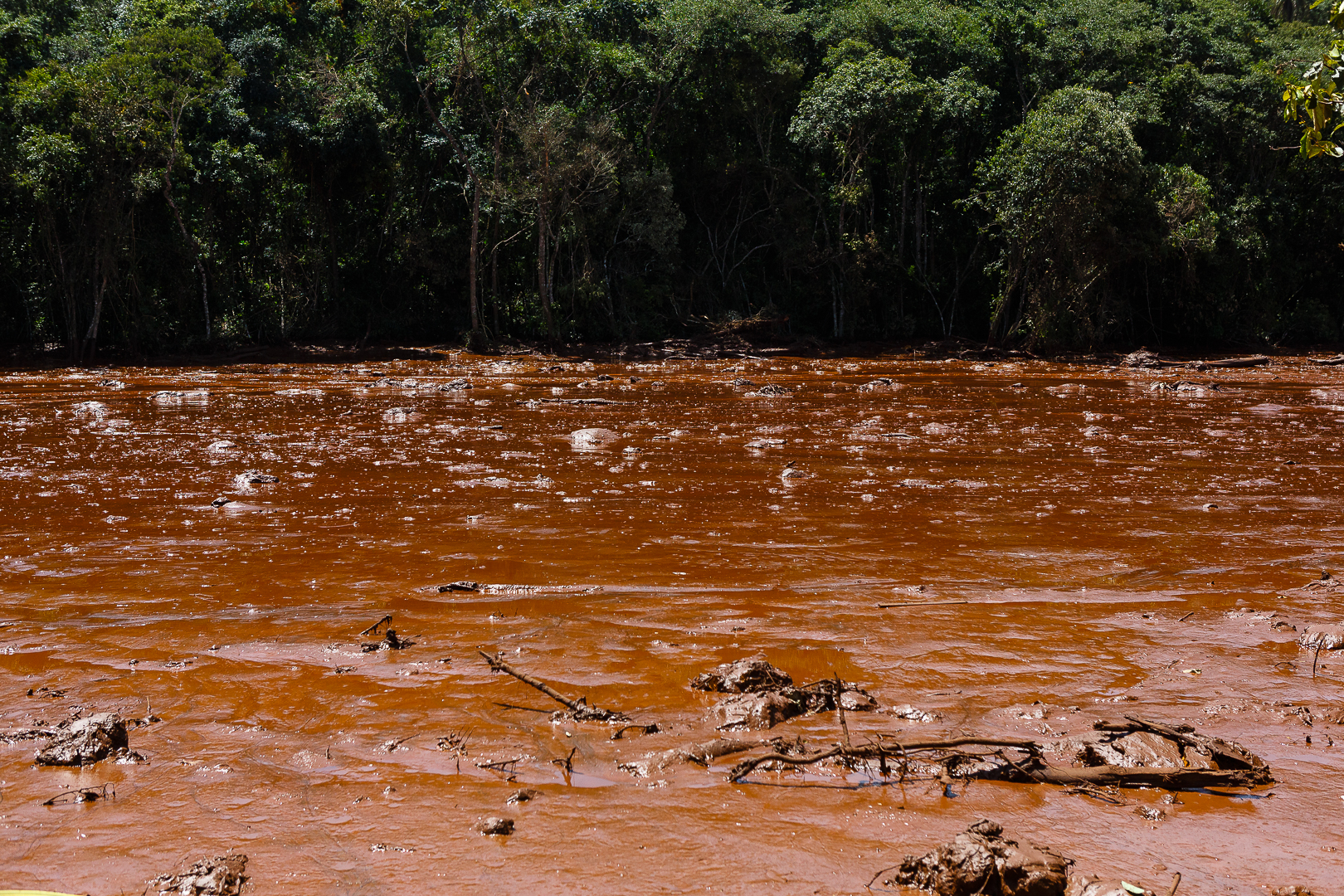
Área de manancial atingida pelos rejeitos da barragem.

Poucas horas após o desastre, a COPASA comunicou que o escoamento de rejeitos não havia comprometido o abastecimento público de água nos municípios da Região Metropolitana de Belo Horizonte (RMBH), entretanto alguns municípios que dependem do rio Paraopeba tiveram que usar fontes alternativas para captação de água. O município de Brumadinho é atendido pela COPASA, que opera o Sistema Rio Manso, parte integrante do Sistema Paraopeba, que por sua vez funciona em conjunto com todo o sistema integrado de abastecimento de água na RMBH. Em outros municípios mineiros, como Caetanópolis e Paraopeba, a COPASA precisou suspender a captação direta no rio Paraopeba por precaução, antes da chegada dos rejeitos de minério na tomada d'água, que foi substituída por outras fontes. No sexto dia após o desastre, o IGAM confirmou que os rejeitos de minério atingiram o município de Pará de Minas, o maior em população no percurso do rio Paraopeba. Como o rio é a principal fonte de captação de água para abastecimento no município, a Agência Reguladora dos Serviços de Água e Esgoto de Pará de Minas (ARSAP) informou que o município conseguiria suprir o fornecimento de água inicialmente, pois existem três mananciais, Paraopebas, Paivas e Paciência. Entretanto, o fornecimento de água ficaria comprometido a longo prazo e seria preciso realizar estudos para garantir a qualidade da água da captação do Paraopeba.
O Governo de Minas Gerais anunciou que análises realizadas com a água do rio Paraopeba depois da contaminação pelos rejeitos, revelaram que havia riscos à saúde humana e animal, estando imprópria para o consumo em pelo menos em vinte municípios. Ambientalistas alertaram que a água passou a apresentar uma péssima qualidade, mesmo a mais de 120 km de distância de Brumadinho. A amostra coletada na cidade de Mário Campos, por exemplo, sequer foi possível ser analisada efetivamente, não se conseguindo avaliar indicadores importantes da água, sendo apenas observado a oxigenação (que chegou a zero) e a turbidez, que estava quase cem vezes maior que o recomendado pela legislação para água de rios e mananciais.

### Impacto econômico

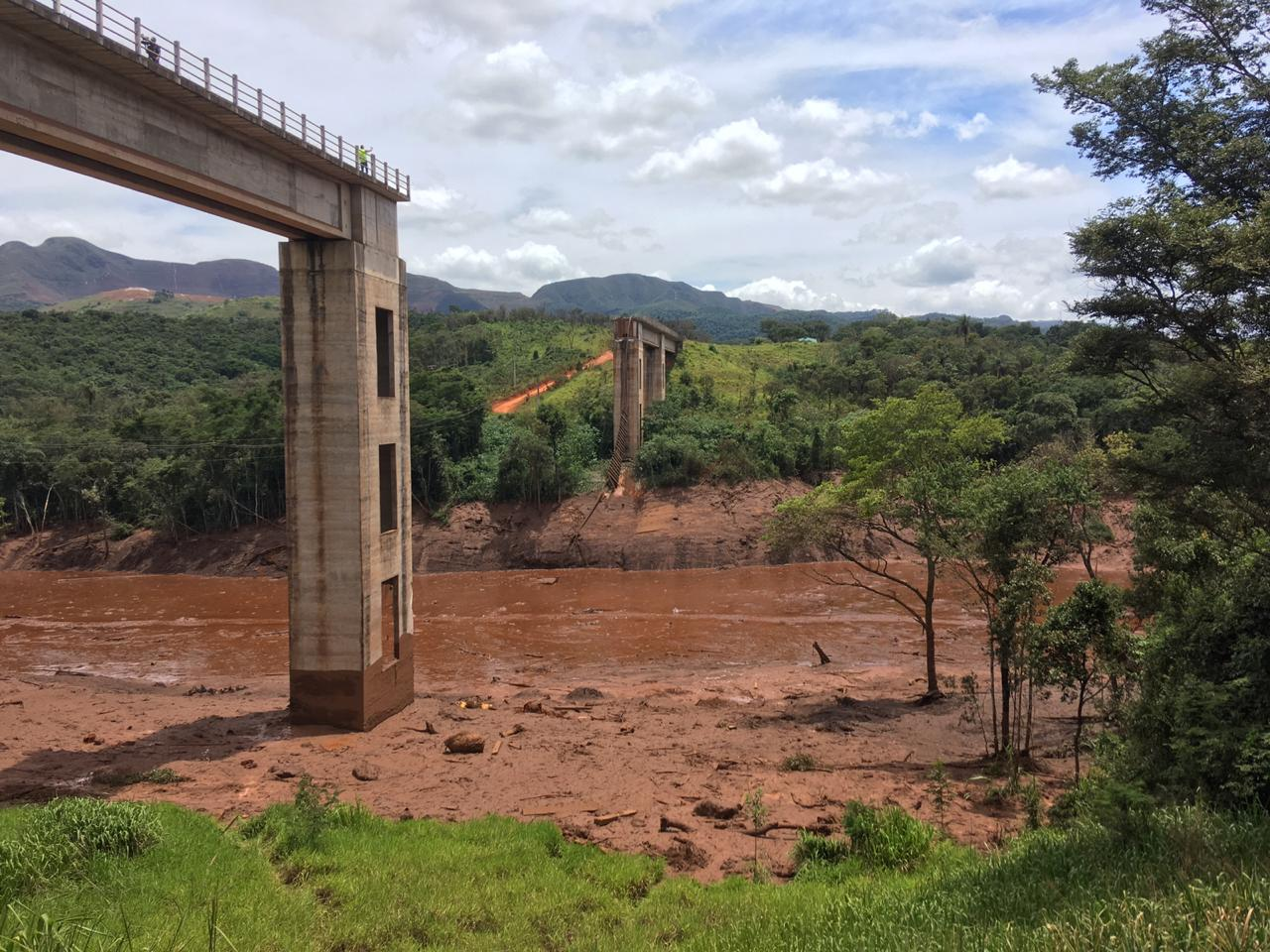
Rompimento da barragem afetou ramal ferroviário em Brumadinho.

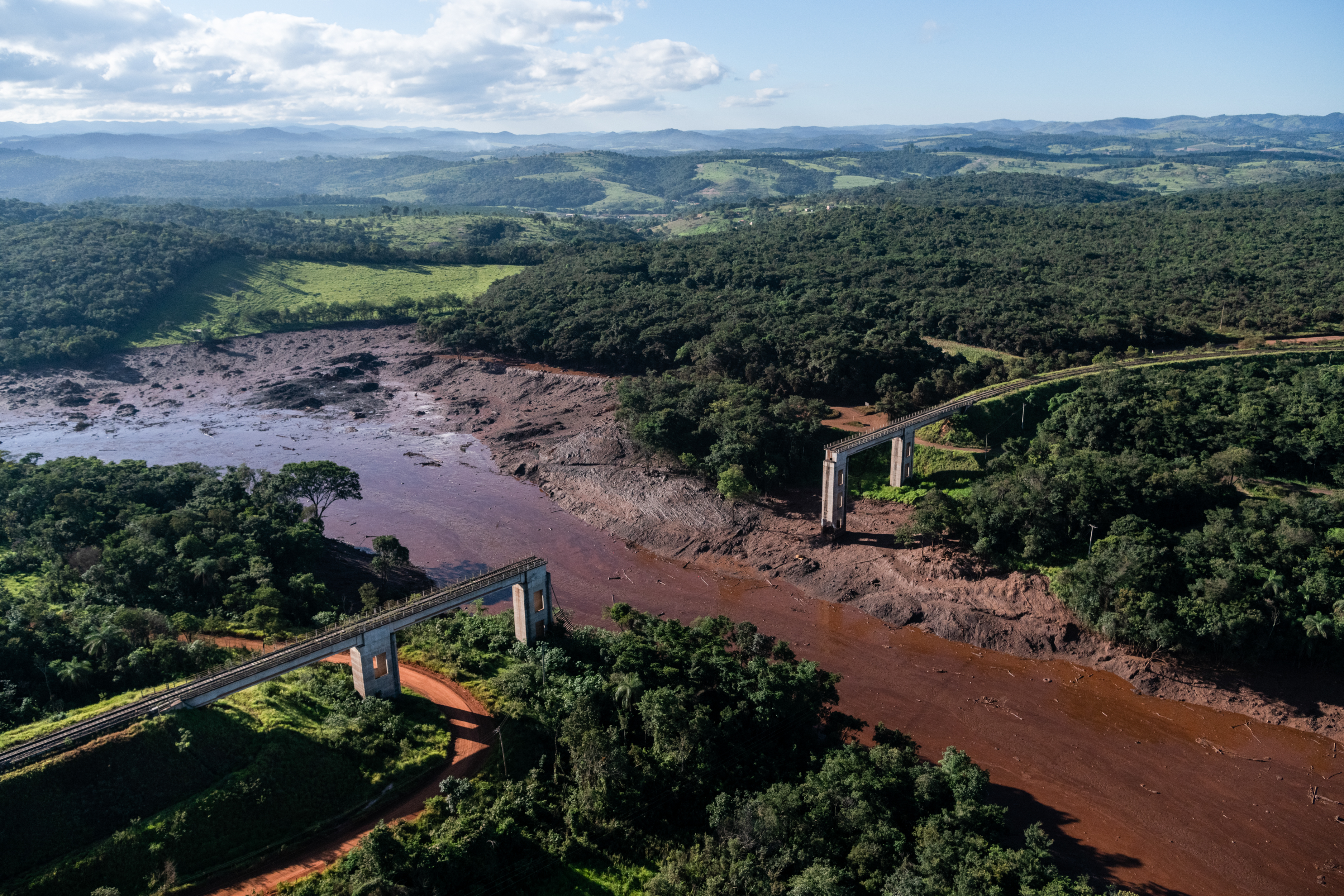
A ponte ferroviária aos arredores da mineradora Vale S.A. de Brumadinho desabou, após o rompimento da barragem.

A tragédia ocorreu em uma sexta-feira. Na segunda-feira subsequente (28 de janeiro) a Vale S.A. perdeu 71 bilhões de reais em valor de mercado. Foi a maior perda de valor de uma empresa na história do mercado de ações brasileiro em um único dia, superando a Petrobras, que em maio de 2018 perdeu mais de 47 bilhões de reais, também em um único dia. As perdas da Vale a rebaixaram da terceira para a quinta posição entre as empresas mais valiosas do país. No fechamento do dia 28 de janeiro, suas ações chegaram a cair 24%.
Os bloqueios judiciais e as multas aplicadas à empresa impactaram todo o setor de investimento em mineração no Brasil. Diversos bancos e instituições financeiras estrangeiras cortaram suas recomendações para os ativos da empresa, incluindo Jefferies Group [en], HSBC, BMO e Macquarie, entre outros. Ainda no dia 28, o efeito fez a agência de classificação de risco Fitch Ratings rebaixar as notas de crédito da Vale. A classificação de risco da empresa também foi alterada, ficando em observação para um possível rebaixamento subsequente, depois da queda vertiginosa do valor das ações da empresa, gerando expectativas negativas no mercado. Todo o cronograma da organização empresarial da Vale foi adiado, inclusive a divulgação do balanço financeiro do quarto trimestre de 2018, e de outros relatórios de produção e vendas. Em fevereiro de 2020 a mineradora divulgou os resultados financeiros de 2019, contabilizando uma queda de cerca de 20% no lucro líquido da companhia, como consequência principalmente dos desdobramentos do rompimento da barragem, com operações importantes paralisadas por ordem judicial. Dias depois do rompimento, o presidente da Vale anunciou que a companhia iria desativar estruturas similares às da barragem de Brumadinho em dez de suas plantas no Brasil, o que poderia diminuir em quarenta milhões de toneladas a produção anual de minério de ferro da empresa, uma queda de aproximadamente 10%.
A alta de preço dos metais beneficiou as mineradoras nos mercados internacionais. Em Londres, as ações das empresas do setor subiram, como as da BHP (+2,36%, às 10h25, horário de Brasília, de 30 de janeiro de 2019), da Rio Tinto (+2,45%) e da Anglo American (+2,46%). Na China o minério de ferro subiu por seis sessões consecutivas, chegando atingir o maior nível em dezessete meses, até 31 de janeiro, e, continuando a subir nas próximas sessões, atingindo, pelo menos, o maior nível em quase dois anos. O contrato mais ativo do minério de ferro na bolsa de Dalian fechou em alta de 1,8%, a 588,5 iuanes por tonelada. No aço, o contrato mais ativo do vergalhão na Bolsa de Valores de Xangai fechou em queda de 0,4%, a 3 707 iuanes por tonelada. A agência de risco Moody's emitiu um relatório na sexta-feira (31), avaliando que o desastre teria um efeito profundo na Vale e, embora tivesse um dano ambiental menor se comparado com o desastre de Mariana, considerava que os profundos impactos sociais causados iriam ter efeitos econômicos negativos. Escritórios nos Estados Unidos entraram com ações coletivas contra a mineradora por danos aos seus acionistas.
Em relação aos impactos econômicos no cenário municipal, muitas áreas agricultáveis foram afetadas em Brumadinho, sendo totalmente destruídas e causando um prejuízo incalculável. A pecuária local também sofreu perdas, principalmente de animais como bovinos e aves. O comércio foi impactado, sentindo os prejuízos dos estragos, e algumas lojas e estabelecimentos fecharam as portas por alguns dias. No primeiro dia útil após a tragédia, o centro comercial de Brumadinho esteve pouco movimentado, com poucas lojas abertas. Algumas, além das portas fechadas, colocaram luto na fachada. De acordo com os próprios comerciantes, todos eles perderam pelo menos algum conhecido próximo. Só tiveram atividade alguns pontos do comércio considerados essenciais como algumas padarias, supermercados e farmácias, que abriram para suprir principalmente as famílias dos atingidos. Segundo o depoimento de um comerciário, os clientes haviam "sumido" e o receio era que o principal núcleo urbano do município se transformasse, tornando-se uma "cidade fantasma", já que o comércio era movimentado principalmente pelos empregos gerados pela mineradora, e se as atividades continuassem paralisadas, havia o risco de muitos moradores deixarem Brumadinho.
O setor hoteleiro, movimentado basicamente pelo turismo local, também sentiu os reflexos logo de imediato. Tanto hotéis próximos ao centro, quanto os mais afastados sentiram o impacto da tragédia. Alguns estabelecimentos mesmo a quilômetros de distância do local do desastre, tiveram todas as reservas canceladas, com os turistas demonstrando medo e desconfiança, e desistindo de viagens já agendadas. Os proprietários, funcionários e prestadores de serviço de pousadas de toda a região temiam a queda brusca na taxa de ocupação. Apesar de todo o impacto, os proprietários do setor de serviços se solidarizaram com a situação e acabaram ajudando de diferentes maneiras as vítimas que sobreviveram, como no caso de uma dona de pousada que reduziu em até 40 por cento do valor das diárias para receber desabrigados e familiares das vítimas, e uma hospedaria que recebeu policiais e bombeiros que vieram para o município.

## Mobilizações

### Poder executivo

#### Governo federal

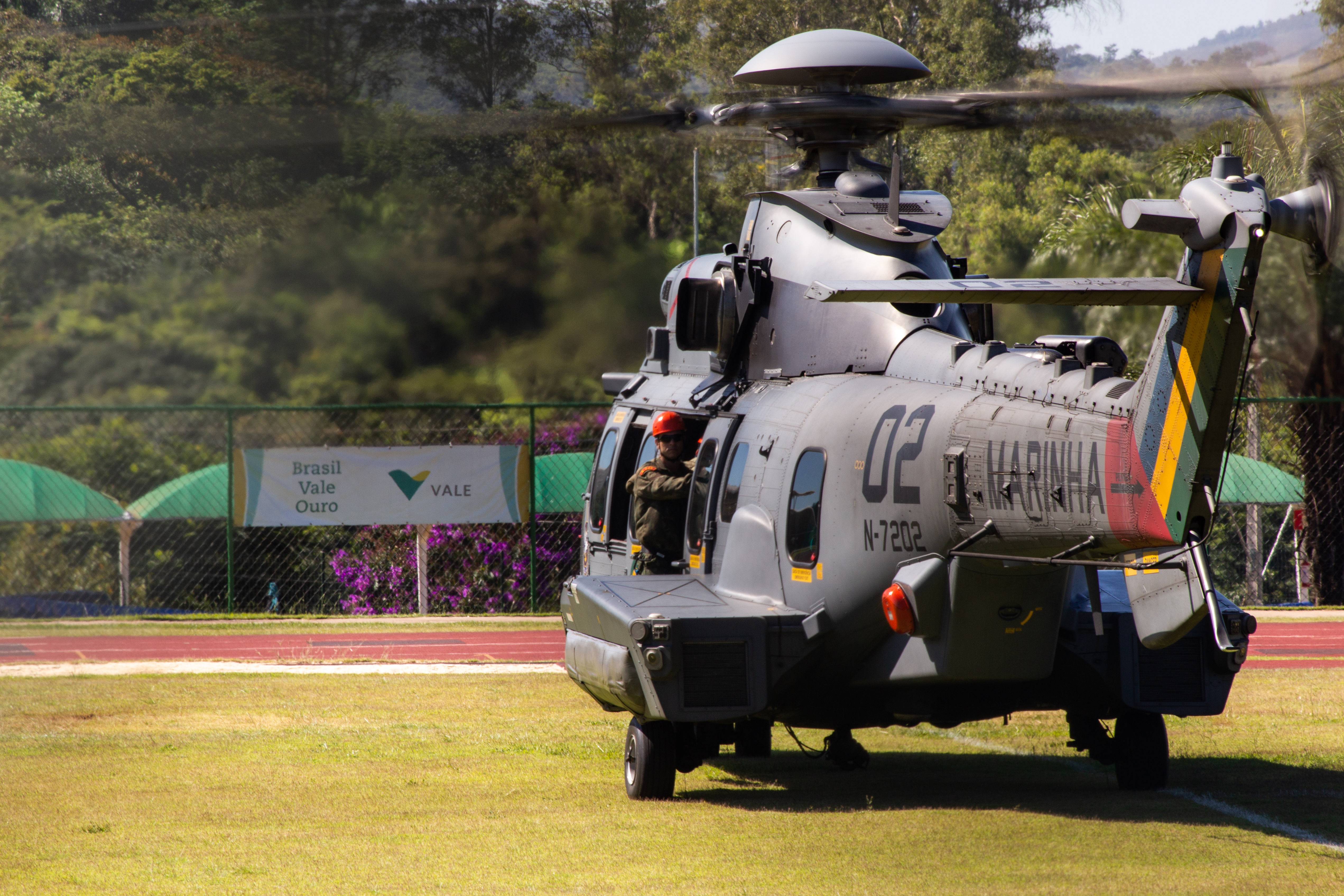
Helicóptero da Marinha do Brasil durante o resgate das vítimas.

O presidente Jair Bolsonaro decidiu mobilizar o governo federal para atuar no caso em conjunto com o governo de Minas Gerais e a prefeitura de Brumadinho.
O Ministério da Saúde colocou à disposição a Força Nacional do SUS. Os ministérios de Minas e Energia, do Desenvolvimento Regional, da Defesa e do Meio Ambiente também foram acionados para integrar o aparato mobilizado pelo estado de Minas Gerais, com ações comandadas pelo Corpo de Bombeiros e Defesa Civil estadual. O Ministério da Cidadania providenciou a liberação e a antecipação de benefícios sociais como o pagamento dos benefícios do programa Bolsa Família às 1 506 famílias cadastradas em Brumadinho e saques do FGTS para os moradores residentes nas áreas atingidas. A ministra Damares Alves, do Ministério da Mulher, da Família e dos Direitos Humanos, afirmou em sua rede social que o momento era de dar total assistência aos atingidos e que havia colocado seu Ministério à disposição das autoridades federais estaduais e municipais. O advogado-geral da União, André Luiz de Almeida Mendonça anunciou também por rede social que uma equipe estaria analisando o caso para eventuais providências. O ministro-chefe do Gabinete de Segurança Institucional, general Augusto Heleno afirmou que o governo estaria cogitando realizar vistorias em todas as barragens do país que estivessem em situação risco.
Em 26 de janeiro, o ministro do Meio Ambiente, Ricardo Salles declarou que o Ibama havia aplicado à Vale uma multa de 250 milhões de reais pelo impacto ambiental causado, como já havia feito depois do rompimento da barragem em Mariana em 2015, quando aplicou à mineradora Samarco uma multa de 345 milhões de reais.
O presidente em exercício Hamilton Mourão declarou em entrevista a jornalistas no dia 28, que haveria uma apuração para identificar e punir os responsáveis pela tragédia, que responderiam criminalmente, com aplicação de multas à empresa e denúncias contra os responsáveis pelo rompimento da barragem. Horas antes das declarações de Mourão, havia sido formado um Gabinete de Crise, em uma reunião no Palácio do Planalto. O Gabinete, composto pelo ministros da Defesa, Secretaria-geral da República, Minas e Energia, Casa Civil, Secretaria de Governo e Desenvolvimento Regional, Cidadania, Saúde, Meio Ambiente, Desenvolvimento Regional e da Mulher e Direitos Humanos, além do Gabinete de Segurança Institucional e Advocacia-Geral da União, atendeu a um decreto do presidente Bolsonaro, publicado no Diário Oficial no mesmo dia da tragédia, criando o Conselho Ministerial de Supervisão de Respostas a Desastre, com o objetivo de acompanhar e fiscalizar as atividades que seriam desenvolvidas em decorrência da tragédia, e o Comitê de Gestão e Avaliação de Respostas, para coordenar as ações de socorro, assistência, restabelecimento de serviços essenciais, recuperação de ecossistemas e reconstrução.
Também no mesmo dia da tragédia, a Polícia Federal enviou uma equipe de sete peritos criminais para trabalhar na identificação das vítimas. Também seriam enviadas outras equipes de peritos para fazer uma avaliação dos danos ambientais e investigar as causas do rompimento da barragem. Ao chegarem, sobrevoando o local no dia 25, os peritos utilizaram um software de georreferenciamento desenvolvido por eles, para estimar os danos decorrentes do rompimento e fornecer imagens de alta resolução para auxiliar nas operações de resgate.

#### Governo estadual

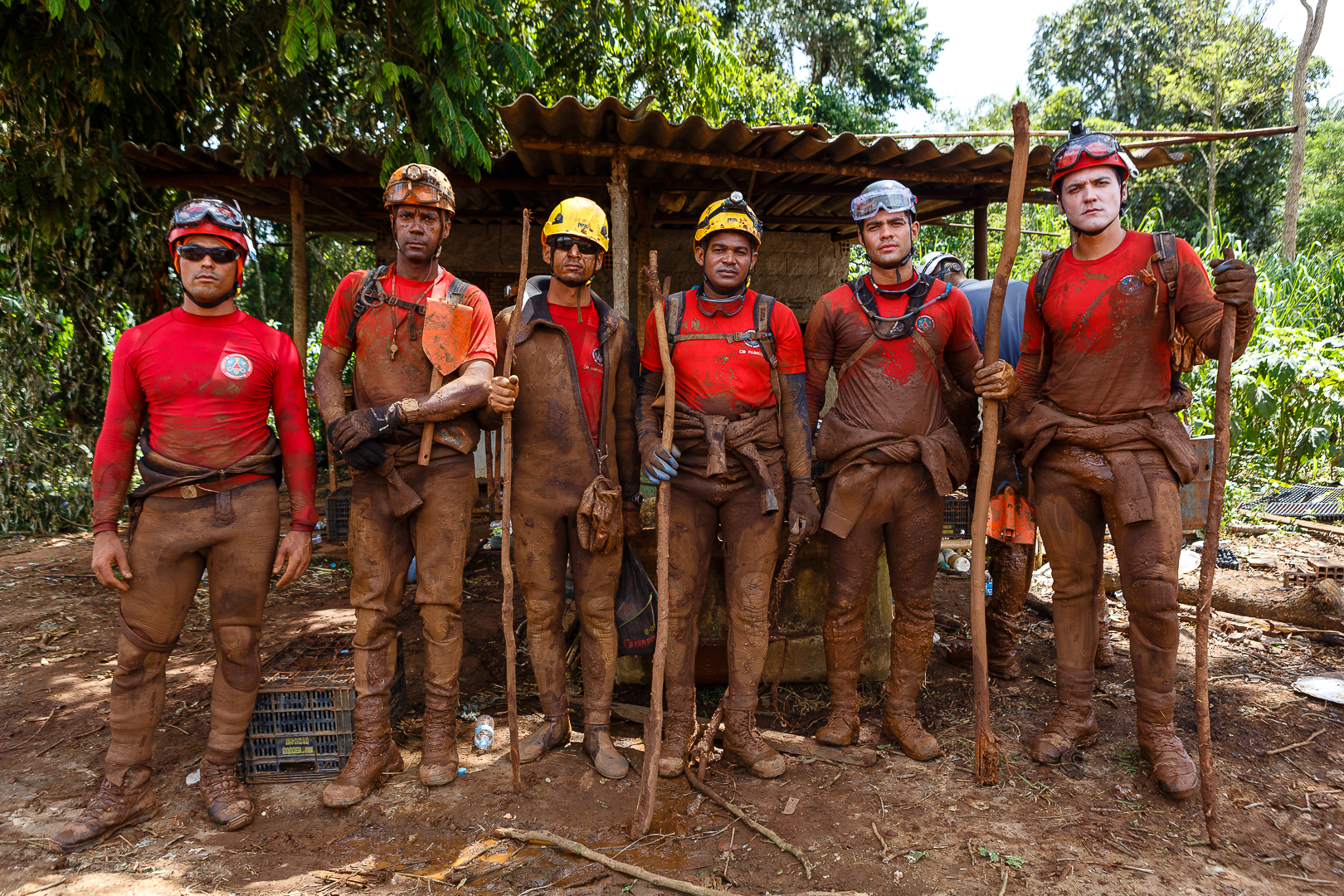
Bombeiros que trabalham no resgate dos corpos.

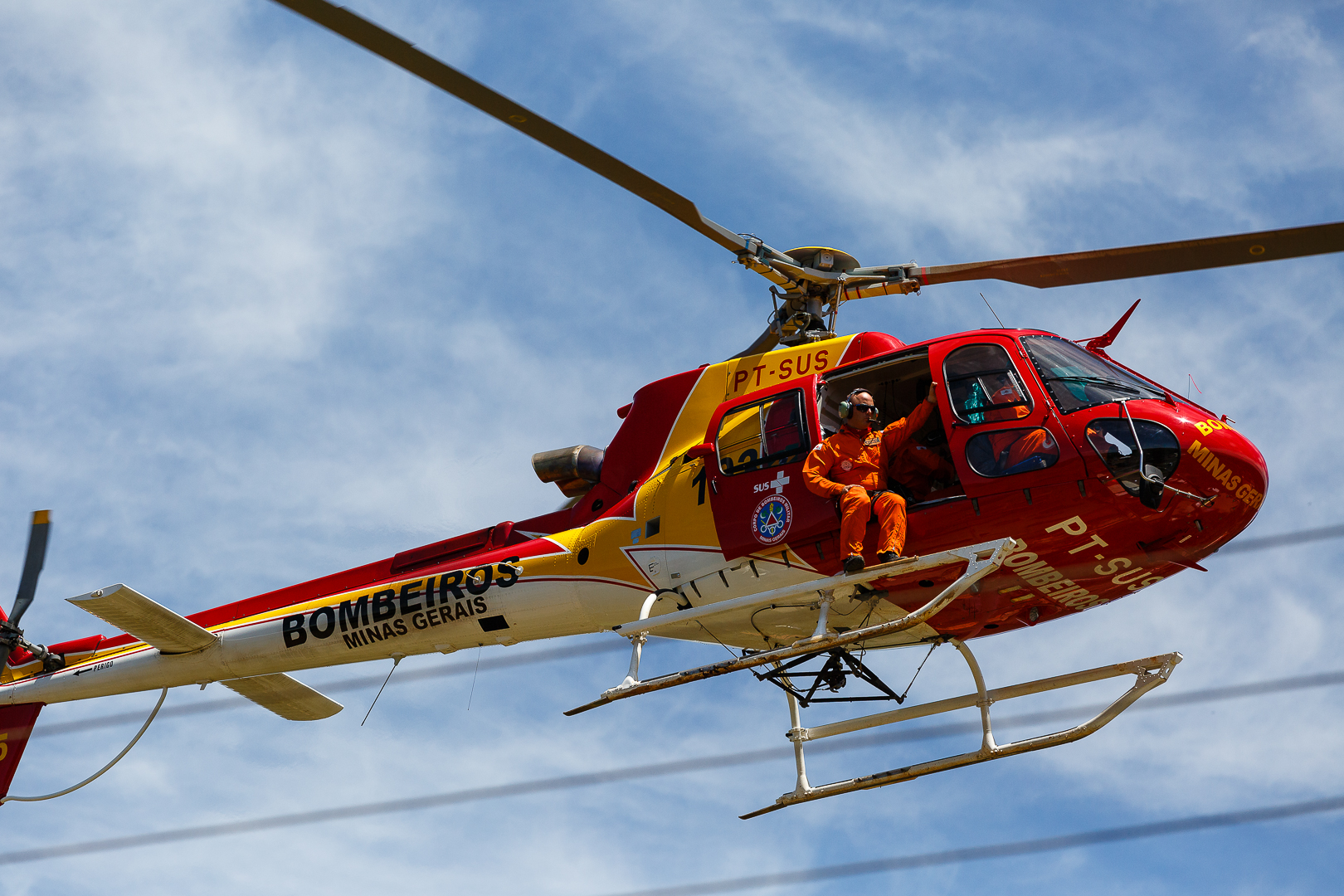
Helicóptero do Corpo de Bombeiros Militar do Estado de Minas Gerais durante as operações de resgate.

Logo depois do rompimento da barragem, o governo do estado de Minas Gerais criou uma força-tarefa para tomar as medidas de emergência. O Batalhão de Emergências Ambientais do Corpo de Bombeiros e a Defesa Civil foram deslocados para o local, com sobrevoo de helicópteros para localizar e resgatar sobreviventes e prestar os primeiros atendimentos. Também foi formado um Gabinete Estratégico de Crise para coordenar as ações. Foram deslocados para a região representantes da Secretaria de Meio Ambiente e Desenvolvimento Sustentável e da Secretaria de Impacto Social. O governador Romeu Zema estava em viagem pelo interior do estado e assim que soube do ocorrido cancelou os compromissos e retornou a Belo Horizonte, decretando luto oficial de três dias. No dia seguinte à tragédia, Zema decretou situação de calamidade pública, autorizando assim a mobilização de todos os órgãos estaduais para atuarem na região, coordenados pela Defesa Civil, que reconheceu oficialmente a situação. O governador a princípio recusou a ajuda do governo federal, que ofereceu o apoio da 4.ª Brigada de Infantaria Leve, sediada em Juiz de Fora, para apoiar as operações de resgate. Zema considerou que, naquele momento, o Corpo de Bombeiros, com homens especializados naquele tipo de resgate, tinha efetivo e aparato suficiente. Segundo ele, a 4.ª Brigada de Infantaria Leve seria especializada em áreas de montanhas, mas se houvesse necessidade, solicitaria ajuda do Exército.

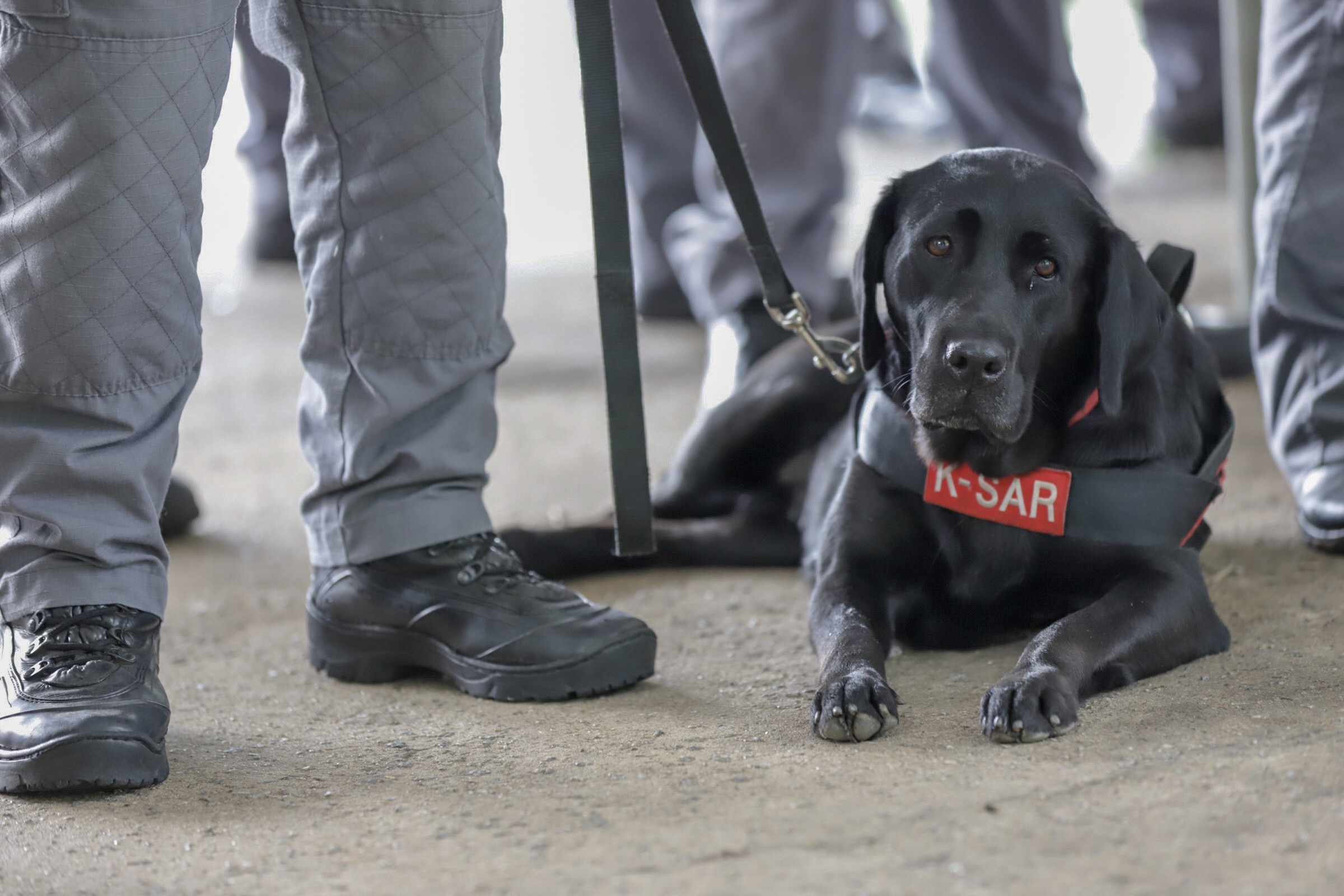
Cão farejador enviado a Brumadinho.

O Corpo de Bombeiros designou o tenente Pedro Aihara para ser o porta-voz da corporação nas operações de resgate, transmitindo as informações oficiais para a imprensa e para a comunidade, em comunicados dados em média três vezes por dia. Graduado em direito pela Universidade Federal de Minas Gerais, e também em ciências militares, com ênfase em gestão e prevenção de catástrofes, pela sua corporação, tem também especialização em gestão de projetos pela Universidade de São Paulo e em prevenção de desastres pela  Universidade de Yamaguchi, no Japão. Elogiado pela imprensa pelo seu modo objetivo e claro de se comunicar, e até mesmo pelo autor de best-sellers sobre a "arte de falar em público", Reinaldo Polito, Aihara, que já havia participado nas operações de resgate no rompimento de barragem em Mariana e no incêndio em uma creche em Janaúba, declarou que a maior dificuldade foi lidar com a angústia dos familiares dos desaparecidos.

(...) para mim, não é só um número. Quando a gente fala de vidas humanas, se a gente tem uma informação errada, isso daí pode impactar negativamente na vida de uma família de uma maneira muito intensa. Então, em primeiro lugar, eu tenho noção dessa responsabilidade. Em segundo lugar, é uma operação muito difícil, porque são muitas agências envolvidas. São muitos dados que chegam, a gente tem que verificar esses dados, são muitas demandas. As pessoas querem informação.— Pedro Aihara, durante depoimento sobre a tragédia de Brumadinho, em 30 de janeiro de 2019.

#### Governo municipal

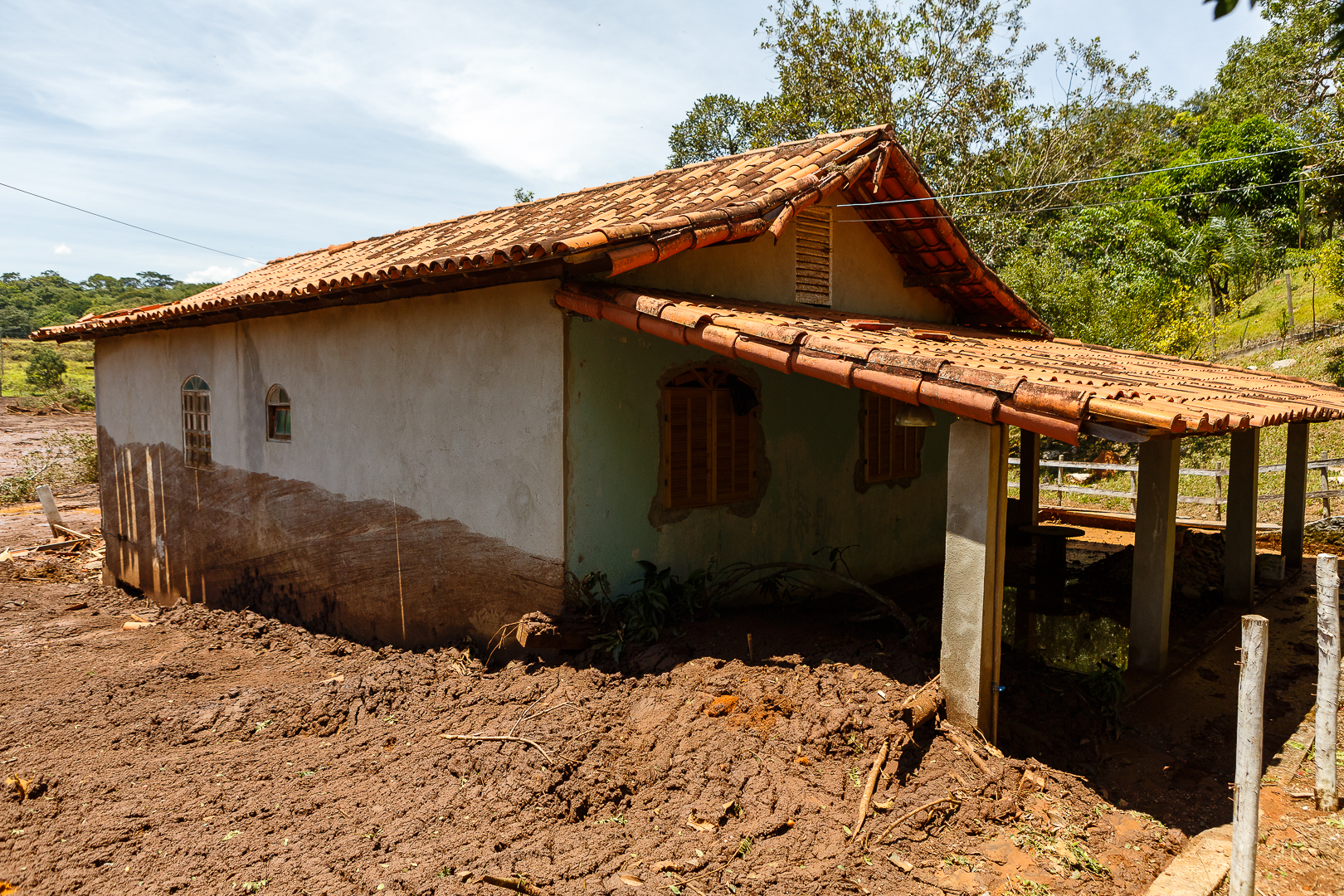
Residência atingida na área rural de Brumadinho.

O prefeito de Brumadinho, Avimar Barcelos afirmou que o município iria aplicar uma multa de 100 milhões de reais à Vale e garantiu que trabalharia para que a mineradora se responsabilizasse pelas despesas decorrentes do apoio às famílias das vítimas e aos desabrigados. Segundo o prefeito, um terço da arrecadação do município seria proveniente dos royalties pela exploração dos recursos minerais e, se a cidade deixasse de recebê-los, não teria estrutura para suprir as demandas essenciais. Afirmou ainda que a mineradora havia prometido que não iria cortar os royalties.
Foi decretado luto no município e, com exceção do serviço de saúde, todos os demais serviços públicos em Brumadinho haviam sido interrompidos. Os 765 servidores da área de saúde municipal e outros 350 disponibilizados por municípios vizinhos ficaram responsáveis por manter os serviços na Unidade de Pronto Atendimento, na policlínica e no hospital de Brumadinho. Ante o grande número de corpos a serem sepultados, os garis e os coveiros da cidade foram convocados para abrir covas no cemitério municipal. Outros sete cemitérios, localizados em comunidades rurais, poderiam também ser utilizados, além dos três cemitérios na sede da cidade.
O vice-prefeito Leônidas Maciel declarou que a prefeitura estaria disponibilizando todos os serviços necessários, escolas e toda a infraestrutura local para dar suporte tanto às vítimas, como para acolher as equipes de resgate que atuavam em Brumadinho.

### Congresso Nacional
Dias depois do rompimento da barragem, a Câmara dos Deputados criou uma comissão externa para acompanhar as investigações e os desdobramentos do fato ocorrido. O grupo, composto por quinze integrantes, foi coordenado pelo deputado Zé Silva, do partido SOLIDARIDADE. Deputados e senadores também avaliaram a possibilidade da instalação de uma Comissão Parlamentar Mista de Inquérito (CPMI) para apurar responsabilidades pela tragédia, possibilitando assim que as duas casas legislativas trabalhassem em conjunto em uma única investigação, o que não ocorreria em uma CPI normal. Mesmo com essa possibilidade, os presidentes das duas casas decidiram aprovar os dois pedidos de CPI separadamente.
O senador Randolfe Rodrigues, do partido REDE, declarou que o Congresso também poderia ser responsabilizado, já que além de não ter aprovado regulamentações mais rigorosas para punir casos semelhantes, facilitou a possibilidade de voltarem a ocorrer.

O Congresso teve a possibilidade de tomar medidas que inibissem que situações como a de Brumadinho voltassem a ocorrer, mas ocorreu uma situação exatamente avessa a isso. Foram criados mecanismos que facilitaram que tragédias como essas voltassem a ocorrer.— Senador Randolfe Rodrigues
No dia 4 de fevereiro, um pedido para a abertura de uma CPI foi protocolado na Câmara pela deputada Joice Hasselmann, do PSL. Para a instalação de uma CPI na Câmara é necessário um mínimo de 171 de assinaturas, e segundo Hasselmann, o seu pedido possuía mais de duzentas. No texto do documento constava que "a investigação será delimitada a todas as circunstâncias técnicas e de gestão que contribuíram para a tragédia, apurar as responsabilidades e avaliar formas de minorar os riscos da ocorrência de novos acidentes em barragens". A possibilidade de criar uma CPI para investigar o caso também foi avaliada no Senado, que de acordo com o senador Otto Alencar (PSD), autor do pedido, existiu um acordo para se conseguir o mínimo de assinaturas necessárias, que era de 27, sendo que no dia 5 de fevereiro já se contavam 31 assinaturas. O pedido para se criar a CPI foi protocolado no Senado em 7 de fevereiro, tendo o documento sido entregue à secretária-geral da mesa diretora por Otto Allencar e Carlos Viana (PSD). O documento foi entregue com 42 assinaturas.
No dia seguinte, o presidente da Câmara dos Deputados, Rodrigo Maia, determinou a criação da CPI para investigar as causas do rompimento da barragem, com o decreto publicado no dia 12 de fevereiro. No Senado, o documento que pedia a criação de uma CPI foi lido em plenário pelo presidente Davi Alcolumbre no mesmo dia 12 de fevereiro. Nas duas instituições, a leitura de um pedido de criação de CPI era a última etapa antes da sua instalação. O prazo de funcionamento geralmente seria de 180 dias e o limite de despesas de 110 mil reais. A CPI do Senado era composta por onze senadores titulares e sete suplentes. O documento tinha 44 assinaturas. Já na CPI da Câmara, a comissão era composta por 43 deputados titulares e um igual número de suplentes. A CPI da Câmara foi oficialmente criada em 14 de março e, com um prazo de funcionamento de 120 dias. O documento que pedia a CPI possuía 194 assinaturas.

Foi discordância. O Senado e a Câmara entenderam que cada um tem que fazer a sua CPI— Davi Alcolumbre, presidente do Senado, 12 de fevereiro de 2019.
Deputados e senadores protocolaram em 13 de março, um pedido de criação da Comissão Parlamentar Mista de Inquérito, depois de conseguirem 240 assinaturas, sendo 198 o mínimo exigido. A instauração dependeria da decisão do presidente do Congresso Davi Alcolumbre. Havia divergências entre a criação de CPIs específicas em cada casa legislativa ou se optaria por uma CPMI, incluindo inclui membros da Câmara e do Senado. A criação da CPMI foi uma demanda também da sociedade civil, como o Movimento dos Atingidos por Barragens, que considerou um instrumento mais eficaz para responsabilizar a Vale pela tragédia e obrigar a empresa a tomar medidas de reparação.

Aqui na Câmara, já tinha o pedido, e eu não posso, com fato determinado, não tomar uma decisão. Se o presidente Davi Alcolumbre quiser articular uma CPI mista, acredito que a Câmara e os parlamentares vão aceitar do mesmo modo— Rodrigo Maia, presidente da Câmara dos Deputados, dia 13 de fevereiro de 2019.
No Senado, a CPI teve a sua primeira reunião no mesmo dia 13 de março, quando foram definidos o presidente, o vice-presidente e o relator da comissão, respectivamente Rose de Freitas, do partido PODE, Randolfe Rodrigues, do REDE e Carlos Viana, do PSD. A CPI aprovou a convocação para depoimentos, do ex-presidente da Vale, Fábio Schwartzman e do presidente em exercício, Eduardo Bartolomeo, que era diretor-executivo da mineradora quando ocorreu o rompimento da barragem, e de outros envolvidos que já haviam prestado depoimento anteriormente, durante a apuração de responsabilidades. A CPI também decidiu que faria diligências em cinco barragens de rejeitos de mineração, consideradas em estado crítico. O relatório final da CPI de Brumadinho pediu o indiciamento da Vale e da TÜV Süd por "Destruição culposa de flora de preservação permanente e de Mata Atlântica" e por "Poluição culposa que provoca a mortandade de fauna e flora". Além disso, também pediu o indiciamento de catorze pessoas envolvidas no desastre, entre elas Fábio Schvartsman, pelos mesmos crimes que foram atribuídos às empresas, mais homicídio com dolo eventual e lesão corporal culposa. O relatório foi aprovado no dia 2 de julho de 2019.

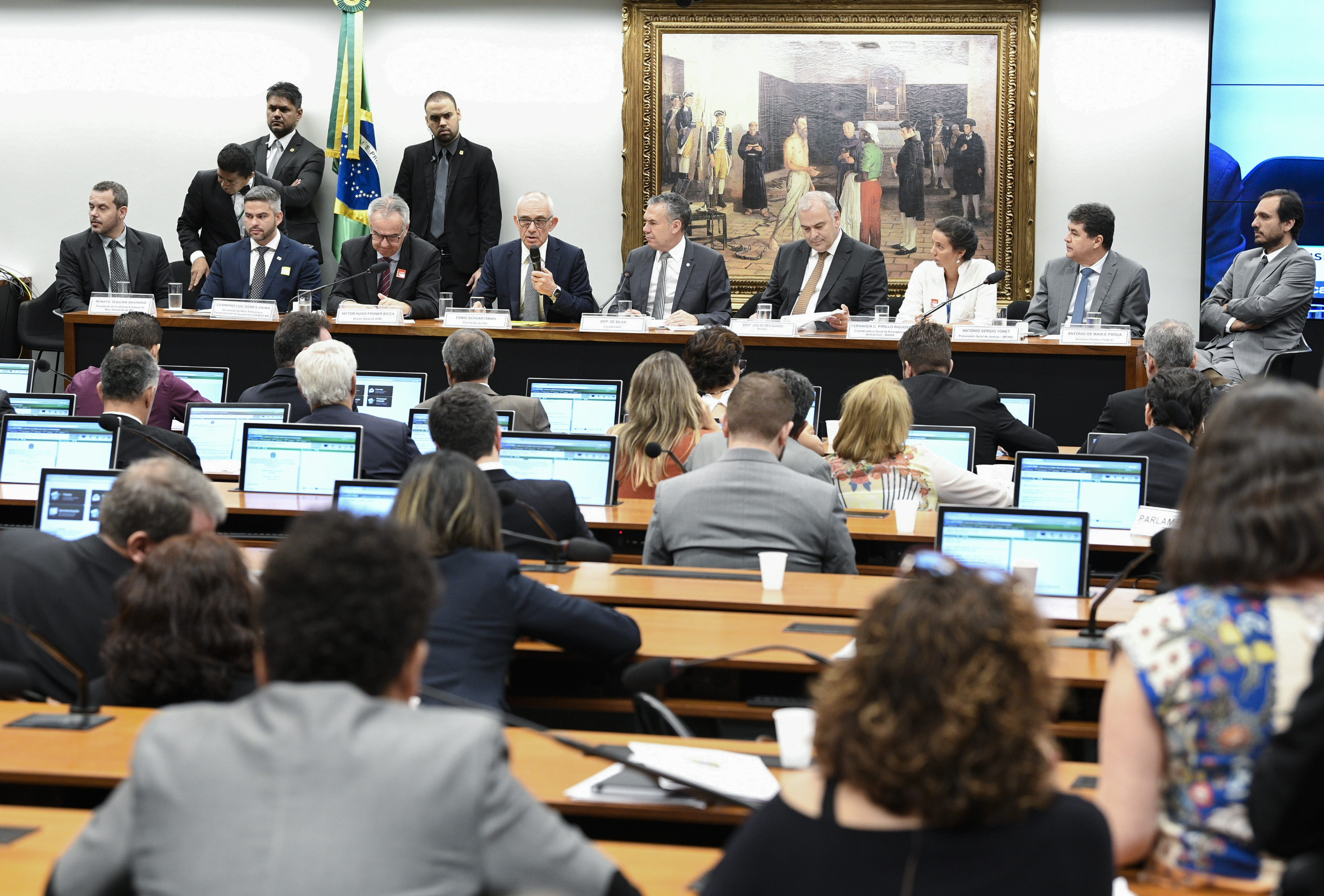
Comissão Externa de Brumadinho na Câmara dos Deputados.

Na Câmara, a primeira reunião foi em 25 de abril, quando foram definidos o presidente, o vice-presidente e o relator, sendo eles respectivamente, Júlio Delgado do PSB, Zé Silva, do SOLIDARIEDADE e Rogério Correia, do PT.
O relatório final da CPI, assim como no Senado, pediu o indiciamento da Vale e da Tüv Süd; porém, a quantidade de delitos foi maior que a expectativa inicial: "provocar, pela emissão de efluentes ou carreamento de materiais, o perecimento de espécimes da fauna aquática existente em rios, lagos, açudes, lagoas; destruir floresta considerada de preservação permanente; destruir ou danificar vegetação primária ou secundária, em estágio avançado ou médio de regeneração, do bioma Mata Atlântica; causar dano direto ou indireto às unidades de conservação; apresentar laudo ou relatório ambiental total ou parcialmente falso ou enganoso, inclusive por omissão, de que decorreu dano significativo ao meio ambiente". O documento também pediu o indiciamento de 22 pessoas, incluindo Fábio Schvartsman, por homicídio e lesão corporal dolosos e por crimes ambientais. O relatório foi aprovado por unanimidade pela CPI da Câmara, na reunião do dia 5 de novembro.

### Comunidade
Logo depois da tragédia, os moradores de Brumadinho começaram a se organizar para reivindicar seus direitos e cobrar responsabilidade da mineradora. Em assembleia realizada no dia 29 de janeiro, a comunidade se reuniu para sistematizar as reivindicações que seriam direcionadas à Vale. Junto a comunidade, fizeram-se presentes representantes da Secretaria de Estado de Direitos Humanos, Participação Social e Cidadania de Minas Gerais e da Assistência Social, assim como do Ministério Público. A comunidade se organizou e elegeu uma comissão com cinco representantes locais para acompanhar a apuração dos fatos.

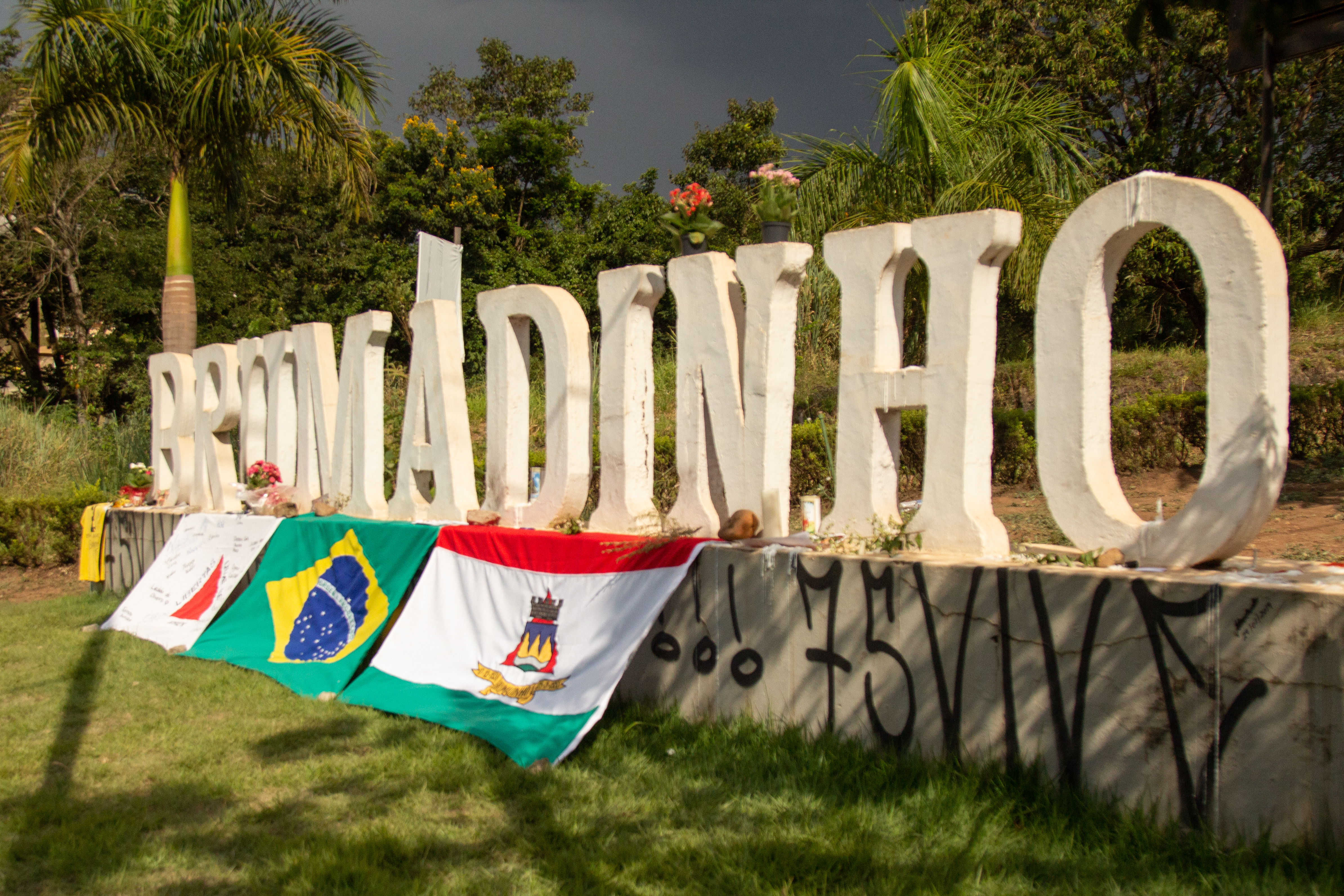
Letreiro na entrada de Brumadinho virou um memorial às vítimas da tragédia.

Em 14 dias após o colapso, já havia sido realizadas três reuniões entre moradores e membros da empresa, sendo que em nenhuma delas houve consenso sobre as reivindicações. Em um dos encontros, foi registrado desde gritos e lágrimas até trocas de ofensas e pedidos de reforço policial. Os representantes da Vale se recusaram a aceitar os pedidos da comunidade afetada pela lama da barragem em Brumadinho. No dia 5 de fevereiro, mais de 450 pessoas que perderam parentes, casas, empregos, documentos e objetos pessoais acompanharam a tensa reunião por quase quatro horas sob uma tenda no bairro do Parque da Cachoeira. Eles esperavam que a mineradora trouxesse respostas para uma série de demandas de urgência elaboradas por membros da comunidade e representantes de movimentos sociais. Entre as reivindicações dos atingidos está o pedido em que a mineradora assuma as dívidas de agricultores com financiamentos para lavouras que foram destruídas e pagamento de um auxílio mensal até que as indenizações sejam determinadas pela Justiça. O promotor estadual André Stern, presente nas negociações com a mineradora, discutiu com um advogado da Vale que havia chamado o rompimento da barragem de acidente. Stern afirmou que "o Ministério Público não aceita que foi um acidente. Aqui, você não vai chamar de acidente. Foi um crime. Chame como quiser, mas não de acidente".
A comunidade também denunciou ao Ministério Público que o atestado de óbito de muitas das vítimas apresentava, como local da morte, a inscrição "evento em Brumadinho" e omitia a tragédia envolvendo o colapso da barragem. Os representantes dos moradores esperam que o Instituto Médico Legal (IML) altere essa informação, já que as vítimas estavam em casa ou trabalhando.

### Internacionais
O governo de Israel enviou uma missão para ajudar na localização dos desaparecidos. A missão trouxe equipamentos que permitem encontrar, utilizando imagens, corpos em até quatro metros de profundidade. A delegação, composta por 136 integrantes (soldados, oficiais, engenheiros, médicos e especialistas da unidade submarina da Marinha israelense) trouxe dezesseis toneladas de equipamentos. O embaixador de Israel para o Brasil, Yossi Shelley, também integrou a missão, tendo sido a primeira atuação do grupo desde sua certificação, dois meses antes, pelo Grupo Consultor Internacional de Busca e Resgate [en]. O grupo chegou em Brumadinho no dia 28 de janeiro e permaneceu até o dia 31, quando os trabalhos foram finalizados, deixando mapas com as estimativas de onde poderiam estar os corpos de parte dos desaparecidos.

## Reações
A tragédia ficou entre os assuntos mais comentados no Twitter e em outras redes sociais, mobilizando uma onda de críticas das mais diversas personalidades brasileiras e internacionais, de diferentes setores da sociedade, como governadores, parlamentares e demais políticos, pesquisadores, intelectuais, religiosos, ativistas, artistas e jornalistas.
O ex-presidente Fernando Henrique Cardoso, a ex-senadora e ambientalista Marina Silva, a Rainha Elizabeth II, o padre Fábio de Melo, a modelo Gisele Bündchen, o ator Bruno Gagliasso, a cantora Maria Gadú, a apresentadora e jornalista Fátima Bernardes e o futebolista Neymar comentaram sobre a tragédia.
O prefeito de Belo Horizonte, Alexandre Kalil, autorizou o envio de setecentos profissionais da saúde para Brumadinho e classificou o desastre como um "genocídio". Declarou em 28 de janeiro, que a impunidade seria uma das causas que fizeram a tragédia se repetir no estado, e que a corrupção estaria instalada no negócio da mineração.
Isso é um genocídio. A impunidade é causa exclusiva dessa tragédia se repetir em Minas Gerais. Se o presidente da Vale tivesse sido preso pelo desastre de Mariana, esse desastre (Brumadinho) certamente não aconteceria— Alexandre Kalil.
A calamidade gerada novamente em Minas Gerais provocou manifestações e protestos contra a Vale e a favor das vitimas e do meio ambiente, ocorrendo em cidades mineiras e em outras partes do Brasil, como em frente à sede da empresa, na cidade do Rio de Janeiro. A Ordem dos Advogados do Brasil (OAB) pediu o envio de seus representantes a Brumadinho para acompanhar a tragédia e as investigações, e cobrou regras mais duras para a mineração e fiscalização mais rígida. A Federação das Indústrias do Estado de Minas Gerais e do Espírito Santo também lamentaram o ocorrido e se colocaram à disposição para apoiar as ações.
No dia 25 de janeiro, quando aconteceu o desastre, a Assembleia Legislativa de Minas Gerais (Almg) emitiu uma nota oficial "lamentando profundamente o rompimento de barragem de rejeitos da mineradora Vale em Brumadinho" e que presidência formaria uma comissão de deputados para acompanhar os desdobramentos do desastre. No dia da posse dos deputados estaduais eleitos nas eleições de 2018 houve um minuto de silêncio dedicado às vitimas.

### Poder judiciário e Ministério Público
A então procuradora-geral da República, Raquel Dodge, por meio de nota, afirmou que "é mais uma tragédia humana e ambiental que atinge o estado e que reforça a preocupação com problemas crônicos e graves em nosso país," e que "ofereceu apoio integral da Administração para a elucidação da tragédia e destacou a importância da atuação conjunta entre os MPs estadual e federal no caso." O Ministério Público de Minas Gerais protocolou uma ação cautelar contra a mineradora na comarca de Brumadinho, solicitando o bloqueio de cinco bilhões de reais para as despesas ambientais decorrentes do rompimento da barragem. Em outro pedido, a Justiça de Minas Gerais determinou o bloqueio de mais um bilhão de reais das contas da Vale. Segundo decisão liminar do juiz Renan Chaves Carreira Machado, o bloqueio atende a um pedido do governo do estado para "imediato e efetivo amparo às vítimas e redução das consequências" do desastre. O valor bloqueado deveria ser transferido para uma conta judicial.
O desembargador Antônio Souza Prudente, da Tribunal Regional Federal da 1.ª Região, em Minas Gerais, classificou a tragédia em Brumadinho como "o resultado de um conjunto de ações negligentes por parte do setor privado e do Poder Público, e que o Brasil peca no monitoramento das estruturas que podem causar grande impacto no meio ambiente e a flexibilização de licenciamentos pode gerar ainda mais desastres". Alertou que os empresários da mineração e agentes públicos omissos, bem como as empresas envolvidas nesses empreendimentos têm que respeitar as leis, ou terem o licenciamento caçado.
O Supremo Tribunal Federal (STF) e a Procuradoria-Geral da República (MP) anunciaram no dia 31 de janeiro, a criação de um observatório para monitorar a situação em Brumadinho e de outras potenciais grandes tragédias. O grupo seria composto por integrantes do Conselho Nacional de Justiça (CNJ) e do Conselho Nacional do Ministério Público (CNMP).

### Organizações religiosas
A Conferência Nacional dos Bispos do Brasil (CNBB) enviou seus representantes para acompanhar de perto a calamidade, realizando campanhas solidárias para ajudar as vítimas, e membros da diocese prepararam diversas missas. O arcebispo de Belo Horizonte, dom Walmor Oliveira de Azevedo, durante a missa de sétimo dia realizada na Igreja Matriz de São Sebastião em Brumadinho, condenou a concentração dos recursos do país nas mãos de poucos e denominou o rompimento da barragem de "tragédia criminosa". O clima de vigília e homenagens tomou conta da cidade, com a realização de atos ecumênicos.
Organizações evangélicas também reagiram, como a Convenção Batista Brasileira, lamentando a tragédia, cobrando autoridades e responsáveis, e enviando missionários para ajuda e apoio.

### Internacionais

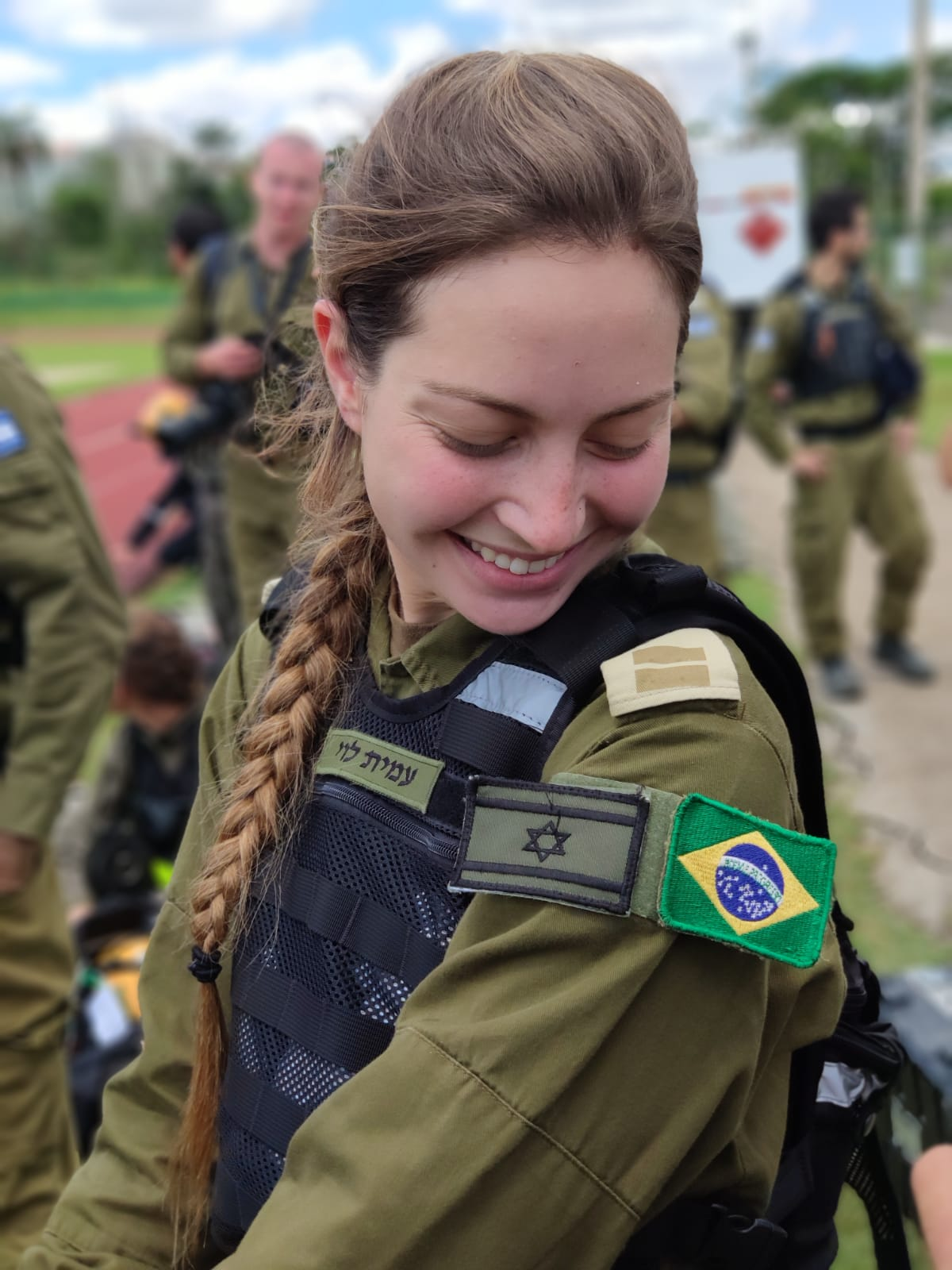
Tenente israelense do corpo de serviço de socorro posando com as bandeiras do Brasil e Israel.

A tragédia ganhou destaque na imprensa internacional e foi noticiada por sites de jornais, como os estadunidenses The New York Times e Washington Post, os argentinos Clarín e La Nación, pelo britânico The Guardian, o francês Le Monde, pela rede de TV estadunidense CNN e a mexicana Televisa.
A Organização das Nações Unidas (ONU) lamentou a perda imensurável de vidas e danos significativos ao meio ambiente e e aos núcleos habitacionais e que está disposta a ajudar o Brasil no que for preciso. O secretário-geral, António Guterres, expressou estar profundamente triste pelo ocorrido. Governo de vários países também se solidarizaram e enviaram condolências oficiais ao Brasil, como Alemanha, Argentina, Bolívia, Chile, Colômbia, Guatemala, Itália, Panamá, Paraguai, Peru, Portugal, Reino Unido, Rússia, Turquia, Uruguai, Venezuela, entre outros. A União Europeia (UE) classificou o ocorrido como uma "tragédia humana e ambiental" e colocou à disposição assistência técnica e humanitária a qualquer momento se solicitado pelo governo brasileiro. Expressaram ainda sua maior consternação e solidariedade, informando também que os 28 países-membros hastearam suas bandeiras a meio mastro em respeito ao luto.
O primeiro-ministro israelense Benjamin Netanyahu prestou solidariedade ao governo brasileiro e enviou uma missão para ajudar na localização dos desaparecidos.
O sumo pontífice Papa Francisco ofereceu orações e manifestou solidariedade pela tragédia e lembrou de todos aqueles que foram mortos: "…Ao mesmo tempo, expresso meu amor e proximidade espiritual para seus parentes e toda a população do estado de Minas Gerais."
A Rainha Elizabeth II do Reino Unido e Governadora Suprema da Igreja da Inglaterra, no dia 31 de janeiro, juntamente com seu marido, o Duque de Edimburgo, enviaram uma mensagem de pesar direcionada ao presidente Jair Bolsonaro. Na mensagem, a rainha declarou que ela e seu marido ficaram profundamente tristes ao saberem do rompimento da barragem em Brumadinho e enviaram suas condolências para os familiares das vitimas, lamentando a devastação ocorrida. Sua mensagem termina com a seguinte frase: "Nossos pensamentos e nossas preces estão com todos aqueles que perderam entes queridos e com aqueles cujos lares foram afetados". A Igreja Anglicana, juntamente com gestores parceiros, manifestaram que querem mais segurança em barragens e exploração de minérios. Os gestores de fundos com mais de um trilhão de libras em ativos pressionaram por um monitoramento independente. A Igreja da Inglaterra (Church of England) anunciou que vendeu suas ações de participação na Vale, em resultado do último desastre de responsabilidade da companhia brasileira, além de relembrar as implementações recomendadas pelo Conselho Internacional de Mineração e Metais (International Council on Mining and Metals) e afirmar que a Igreja é unida em seus fundamentos pela BMO Global Asset Management, LGPS Central Limited (Local Government Pension Scheme), Robeco (da ORIX Corporation) e outros.

## Investigações, acordos e ações judiciais

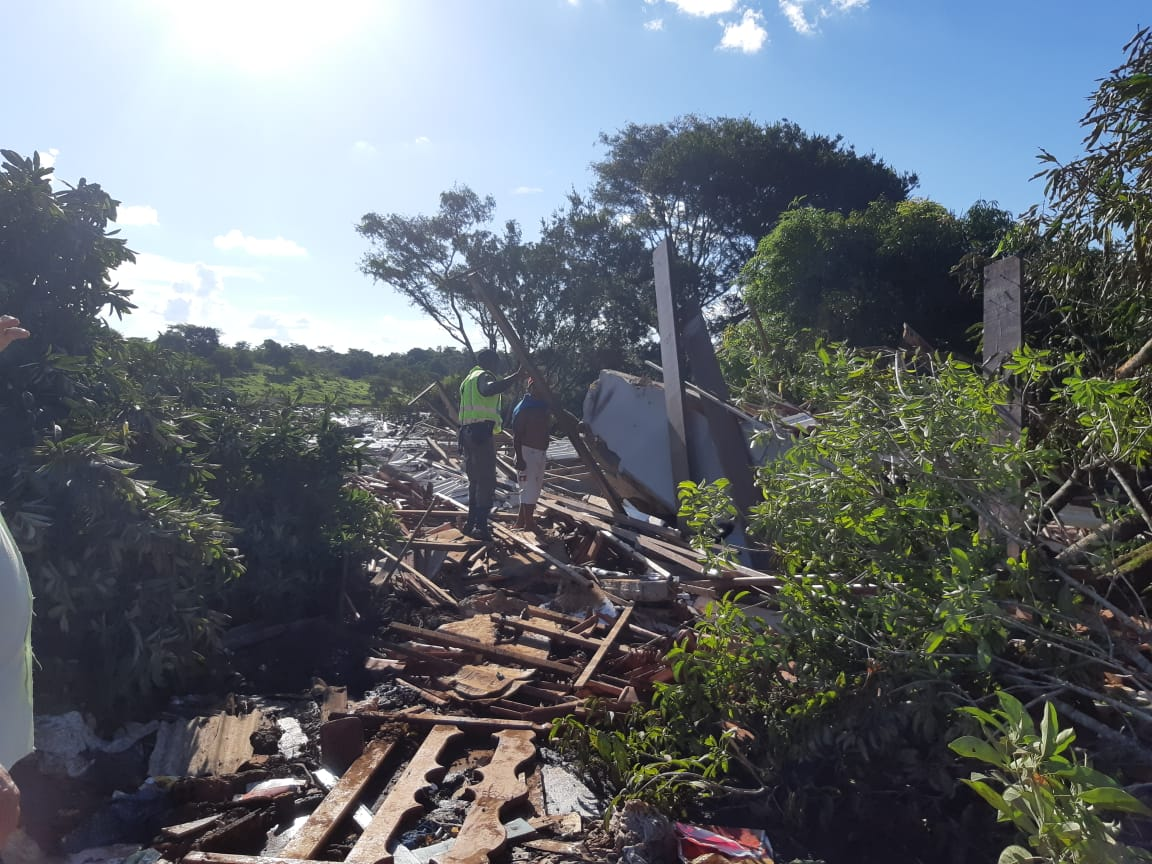
Casa destruída em Brumadinho após o colapso da barragem.

Logo depois do colapso da barragem, especialistas se manifestaram sobre as consequências jurídicas, e possíveis punições dos responsáveis. A Vale poderia enfrentar três processos em diferentes âmbitos: um processo civil, movido pelo Ministério Público para apuração de perdas e danos causados e ressarcimento dos afetados, um processo por crime ambiental, por descumprir a legislação vigente, cujas penas poderiam incluir o pagamento de multas e indenizações, como aconteceu quando do rompimento da barragem em Mariana. Seria cabível ainda um terceiro processo, movido contra funcionários e diretores das empresas envolvidas, que estariam sujeitos a penas na esfera penal, depois de investigações para apurar as responsabilidades, que exigiriam um trabalho ainda mais complexo por parte de peritos, autoridades policiais e Ministério Público. Seria necessário provar que agiram com culpa tantos os diretores da Vale S.A., como também funcionários de outras prestadoras de serviços. O caráter culposo, poderia envolver princípios de negligência, imperícia, omissão e irregularidades, que teriam levado ao desmoronamento da barragem e gerado prejuízos de diferentes concepções e proporções, com perdas de vidas humanas.
No dia seguinte à tragédia, a Secretaria Estadual de Meio-Ambiente e Desenvolvimento Sustentável de Minas Gerais (Semad) e o Instituto Brasileiro do Meio Ambiente e dos Recursos Naturais Renováveis (Ibama) multaram a Vale em 99 milhões de reais e 250 milhões de reais, respectivamente. No dia 29 de janeiro, cinco pessoas foram presas, suspeitas de responsabilidade no colapso da barragem: uma em Brumadinho, duas também em Minas Gerais, e outras duas na cidade de São Paulo. Foram presos três funcionários da Vale S.A., sendo o geólogo Cesar Augusto Paulino Grandchamp, o gerente executivo do Complexo Paraopeba, Rodrigo Artur Gomes de Melo, e o gerente de Meio Ambiente Ricardo de Oliveira. Também foram presos dois engenheiros da empresa alemã TÜV Süd, os engenheiros André Yassuda e Makoto Manba, que prestavam serviço para a mineradora. A Polícia Federal também participou da operação e cumpriu dois mandados de busca e apreensão em outras empresas que prestaram serviços para a Vale.
Dez dias depois do colapso, no dia 4 de fevereiro, três deputados estaduais protocolaram pedidos de abertura de CPI para investigar os fatores que levaram ao rompimento da barragem. Para que os pedidos pudessem ser protocolados, o número mínimo de assinaturas precisaria ser de 26 de um total de 77. A solicitação que foi protocolada primeiro, a do deputado Sargento Rodrigues (PTB), segundo ele, possuía 65. O pedido foi analisado e aprovado pela mesa diretora da Assembleia, a CPI. A CPI foi oficialmente criada na Assembleia Legislativa de Minas Gerais em 13 de março de 2019 e, a partir desta data, teve um prazo de 120 dias para ser concluída.
A primeira reunião aconteceu no dia 19 de março e nela ocorreu a definição do presidente, do vice e do relator da comissão; sendo eles Gustavo Valadares (PSDB), Sargento Rodrigues (PTB) e André Quintão (PT) respectivamente. O relatório final da CPI apontou a responsabilidade civil da Vale por diversos níveis de danos morais, materiais, trabalhistas e ambientais, e considerou que a empresa praticou poluição qualificada e danos à flora e à fauna terrestre e aquática.
O colapso anterior da barragem de propriedade da Vale e da BHP em Mariana, que matou 19 pessoas em 2015,  não foi suficiente para alterar o comportamento da Vale no que se refere à prevenção de futuros desmoronamentos    de  barragens. Evidentemente os custos de um desmoronamento foram percebidos nos escritórios executivos e salas  de reuniões como menores do que os custos de investigação e prevenção adequadas de um desastre.— Conclusão do relatório final da CPI da ALMG.
O documento pediu o indiciamento de treze pessoas pelo homicídio de 270 pessoas, lesão corporal e crime de dano, com dolo eventual. O relatório foi aprovado por unanimidade no dia 12 de setembro de 2019.
Em nota publicada cinco dias depois do ocorrido, a Vale anunciou que a ex-presidente do Supremo Tribunal Federal (STF), Ellen Gracie, seria a coordenadora de um Comitê Independente de Assessoramento Extraordinário de Apuração (CIAEA), criado pela empresa com o objetivo de "apoiar o Conselho de Administração na apuração de causas e eventuais responsabilidades no contexto do rompimento da barragem". A Vale também contratou o escritório independente de advocacia Skadden [en], com sede em Nova Iorque, para prestar assessoria durante a apuração das causas do rompimento.
Pouco mais de um ano depois, em 20 de fevereiro de 2020, o CIAEA divulgou seu relatório, concluindo que a Vale, desde 2003, tinha informações que indicavam fragilidades na barragem, e que tornaram-se "especialmente relevantes" depois do desastre anterior em Mariana. O comitê concluiu também que as ações que a empresa tomou para remediar as fragilidades e melhorar a segurança não foram bem-sucedidas e mesmo se tivessem sido implementadas não seriam eficientes a curto prazo para elevar a estabilidade da barragem.
Era conhecido o fato de que, em caso de rompimento, a capacidade de resposta da Vale era limitada e os impactos seriam significativos e com tempo de reação mínimo[...] Em que pese o conhecimento das fragilidades da barragem, não foram identificadas evidências visando à remoção das instalações administrativas a jusante da B1.— Relatório do Comitê Independente de Assessoramento Extraordinário de Apuração
Ainda segundo o relatório, as auditorias externas não atuavam de forma "verdadeiramente independente", já que seus contratos eram administrados pela própria área da Diretoria de Ferrosos, a quem cabia o cumprimento das exigências regulatórias, o que se traduzia em potencial conflito de interesses e comprometimento da imparcialidade do resultado das auditorias. A Vale declarou que o relatório continha recomendações de natureza técnica e de governança, cuja maior parte delas se referia a temas que já vinham sendo tratados pela companhia em várias ações para aprimoramento de seus controles internos.
Segundo as investigações realizadas pela polícia civil de Minas Gerais, uma detonação feita na mina no dia da tragédia, a cerca de 1 300 metros da barragem, poderia ter contribuído para o colapso. Uma placa no local indicava que a detonação ocorreria entre 11 e 12 horas do dia 25 de janeiro de 2019, e o colapso ocorreu às 12h28. A TÜV Süd, empresa que deu o laudo atestando a segurança, recomendou que a Vale adotasse medidas para diminuir o risco do rompimento da estrutura, como evitar a indução de vibrações, proibir detonações nas proximidades, evitar o tráfego de equipamentos pesados na barragem e impedir a elevação do nível de água no rejeito.
A Vale S.A. e o Ministério Público do Trabalho assinaram um acordo para reparar danos morais e materiais no dia 15 de julho de 2019. O acordo previa que o cônjuge, filho, mãe e pai de funcionários da Vale S.A. que morreram na tragédia iriam receber individualmente 700 mil reais, sendo 500 mil para reparar o dano moral e 200 mil a título de seguro por acidente de trabalho. Irmãos de trabalhadores falecidos iriam receber 150 mil reais devido ao dano moral. Como indenização por dano material, as famílias que eram dependentes dos trabalhadores mortos iriam receber uma pensão mensal até a idade de 75 anos, por ser a expectativa de vida do brasileiro, segundo o IBGE.
No dia 21 de janeiro de 2020, quase um ano depois da tragédia, o Ministério Público de Minas Gerais, com base nos resultados do inquérito da Polícia Civil, apresentou denúncia contra o presidente da Vale à época do rompimento, Fabio Schvartsman, outros dez funcionários da mineradora e cinco da empresa de consultoria alemã TÜV Süd, que passaram a responder por homicídio duplamente qualificado por cada uma das 270 mortes causadas pelo rompimento da barragem B1 em Brumadinho. A denúncia menciona que, segundo se apurou na investigação, "ficou demonstrada a existência de uma 'promíscua relação' entre as duas corporações [Vale e TÜV Süd] no sentido de esconder do Poder Público, sociedade, acionistas e investidores a inaceitável situação de segurança de várias barragens mantidas pela Vale". Menciona ainda que "a Vale, com apoio da empresa de consultoria alemã TÜV Süd, operava uma 'caixa preta' com o objetivo de manter uma falsa imagem de segurança da empresa de mineração". Um mês depois, um processo foi instaurado e todos os dezesseis denunciados tornaram-se réus.
Em setembro de 2021, um ano e meio depois da denúncia ter sido aceita, foi aberto prazo de noventa dias para que os réus apresentassem as defesas na Justiça estadual. No entanto, a tramitação ficou paralisada devido a uma discussão sobre a esfera de competência judicial, a partir de um habeas corpus impetrado pela defesa de Fábio Schvartsman. Em outubro, o Superior Tribunal de Justiça entendeu, mesmo com a discordância do Ministério Público Federal, que o caso não era da alçada estadual, considerando que o julgamento deveria ser federalizado por envolver órgão federal, descumprimento da Política Nacional de Barragens e por "possíveis danos a sítios arqueológicos, que são patrimônios da União". O processo foi então encerrado e todos os acusados deixaram de ser réus. No mês seguinte, a Polícia Federal indiciou dezenove pessoas por homicídio doloso, crimes ambientais e falsidade na apresentação de declaração à Agência Nacional de Mineração. Tanto a Vale, quanto a Tüv Süd também foram indiciadas.
Em janeiro de 2023, devido à iminência da prescrição dos delitos ambientais, a ministra Rosa Weber, presidente do Supremo Tribunal Federal, determinou que o andamento do processo penal na esfera federal tivesse início imediato. A Justiça de Minas Gerais encaminhou então os autos para a Justiça Federal, para que fossem determinados novos prazos para a citação dos réus e apresentação de suas defesas. O MPF poderia apresentar uma nova denúncia, mas comunicou que iria ratificar a denúncia do MP de Minas Gerais, que apontou um conluio entre a Vale e a Tüv Süd, que levou à emissão de falsas declarações de condição de estabilidade, cujo "objetivo era servir de escudo para que as atividades da mineradora permanecessem sigilosamente arriscadas". No dia 20 de janeiro, o MPF ratificou integralmente a denúncia oferecida pelo MPMG, que apontou tanto os dezesseis funcionários da Vale e Tüv Süd, como a duas empresas, por 270 homicídios qualificados e crimes ambientais. Em 23 de janeiro, dois dias antes do rompimento da barragem completar quatro anos e da prescrição de parte dos crimes ambientais, a Justiça Federal aceitou a denúncia. Fabio Schvartsman, os outros quinze denunciados e as duas companhias tornaram-se novamente réus.
Em janeiro de 2025, o Conselho Regional de Engenharia e Agronomia de Minas Gerais (Crea-MG) cancelou o registro do geólogo Cesar Grandchamp, um dos réus no processo criminal sobre o rompimento da barragem da mineradora Vale.

### Acordo de reparação de danos
Em 4 de fevereiro de 2021, a Vale, junto com o Governo Estadual, Ministério Público Estadual e Federal, Tribunal de Justiça de Minas Gerais e Defensoria Pública de Minas Gerais, acertaram o valor de mais de 37 bilhões de reais em indenizações pelos danos causados, em um acordo com vigência de dez anos. Segundo o governo estadual, os recursos desse acordo, o maior em valor da história do Brasil e o segundo do mundo, já estariam sendo aplicados desde janeiro de 2019 e com a assinatura do acordo, novos editais seriam abertos para mais obras, monitoradas por uma auditoria externa independente contratada pela mineradora. Foi determinada uma multa diária de cem mil reais à Vale, em caso de descumprimento do acordo. Os atingidos pelo rompimento da barragem fizeram um protesto contra o acordo em frente ao Tribunal de Justiça, por não terem participado das negociações. O Movimento dos Atingidos por Barragens denunciou que a Vale teria economizado 17 bilhões de reais, já que as ações de pedidos de reparação pelos danos causados somavam 54 bilhões de reais. Até janeiro de 2023, quatro anos depois da tragédia e completados quase dois anos do acordo de indenização, cerca de R$ 23,6 bilhões haviam sido pagos pela Vale, ou 58% do total.

### Ação judicial indenizatória às famílias das vítimas
Em 9 de junho de 2021, o Tribunal Regional do Trabalho em Betim determinou que a Vale indenizasse as famílias de 131 trabalhadores mortos, que tinham vínculo trabalhista direto com a empresa, em ação movida pelo Sindicato dos Trabalhadores na Indústria da Extração de Ferro e Metais Básicos de Brumadinho e Região. O TRT determinou que o valor total da indenização de um milhão de reais deveria ser recebido por espólios ou herdeiros das vítimas, a título de reparação por danos morais. A Vale, que poderia recorrer, declarou que analisaria a decisão. Um mês depois, a Vale recorreu judicialmente da decisão do TRT, afirmando que já fazia o pagamento de um seguro adicional por acidente de trabalho e danos materiais aos familiares das vítimas, dentre outros benefícios, conforme acordo firmado entre a empresa e o Ministério Público do Trabalho, com a participação dos sindicatos. Ainda no recurso, a empresa argumentou que deveriam ser excluídas as famílias dos trabalhadores que entraram com ações individuais e acordos com a Vale, além da exclusão dos nomes de 21 trabalhadores, que segundo ela não exerciam suas atividades regularmente na Mina do Córrego do Feijão. O sindicato da categoria criticou o recurso, afirmando que ficara claro que a empresa demonstrava "o pouco valor que ela dá à vida humana e especialmente à vida das maiores vítimas que são os trabalhadores que morreram e até hoje não tiveram reparação", e que depois da atitude da mineradora, voltaria ao Tribunal, ampliando a indenização para três milhões de reais.

### Ação judicial indenizatória aos investidores nos EUA
O órgão que regula o mercado de capitais norte-americano, a Comissão de Valores Mobiliários dos Estados Unidos (Securities and Exchange Commission - SEC), entrou, em 28 de abril de 2022, com uma ação contra a Vale na Justiça daquele país, com denúncias protocoladas em uma corte federal de Nova Iorque. Segundo a SEC, a mineradora divulgou informações falsas aos investidores do mercado norte-americano desde 2016 até o rompimento da barragem de Brumadinho, que teriam prejudicado a análise de risco e tomada de decisões ao investir em títulos da empresa na Bolsa de Nova Iorque e consequentes prejuízos financeiros aos investidores. Em seus relatórios, a Vale teria ocultando os riscos ambientais e econômicos de seus empreendimentos no Brasil. A SEC exige aplicação de multas, ressarcimento de prejuízos financeiros e demais compensações devido a lucros indevidos da Vale, com os relatórios fraudulentos. Ainda segundo a SEC, a Vale manipulou diversas auditorias de segurança em barragens, conseguindo certificados de segurança e estabilidade fraudulentos, enganando assim os governos locais, as comunidades e os investidores. A SEC também alegou que a Vale sabia que a barragem de Brumadinho não estava em conformidade para atender aos padrões internacionais de segurança, e não tornou públicas essas informações.
A empresa negou todas as acusações e afirmou que iria se defender da ação. Especialistas afirmaram que, seguindo o curso natural das ações civis nos Estados Unidos, a Vale seria intimada formalmente para se defender das acusações e tentar chegar a um acordo ou aguardar o andamento do processo. No caso de um acordo, a mineradora reconheceria a culpa e teria que pagar uma multa bastante vultuosa. Em caso de condenação em julgamento após um processo que se arrastaria por anos, poderia haver uma penalização financeira bastante alta. Em ambos os casos, devem ser criados procedimentos administrativos internos na SEC, regulando mais severamente as futuras negociações da Vale nos Estados Unidos.